# Nhà Hán
Nhà Hán là hoàng triều thứ hai trong lịch sử Trung Quốc, do thủ lĩnh khởi nghĩa nông dân Lưu Bang thành lập và được cai trị bởi gia tộc họ Lưu. Tiếp nối nhà Tần (221 TCN – 206 TCN) tồn tại trong một khoảng thời gian ngắn ngủi và thời kỳ Chiến tranh Hán – Sở vô quân chủ, nhà Hán bị gián đoạn tạm thời khi nhiếp chính Vương Mãng tiếm quyền, lập nên nhà Tân (9 – 23). Nó tồn tại qua hai thời kỳ – Tây Hán (202 TCN – 9) và Đông Hán (25 – 220) – trước khi thời kỳ Tam Quốc mở ra. Trải dài hơn bốn thế kỷ, nhà Hán được coi là triều đại hoàng kim trong lịch sử Trung Quốc, ảnh hưởng mạnh mẽ đến bản sắc nền văn minh Trung Hoa cho tới mãi về sau. Ngày nay, nhóm dân tộc đa số ở Trung Quốc tự gọi mình là "Hán nhân", tiếng Trung được gọi là "Hán ngữ" và chữ viết Trung Quốc được gọi là "Hán tự".
Hoàng đế là người có địa vị cao nhất trong hệ thống thứ bậc xã hội nhà Hán. Ông nắm quyền tối cao trong bộ máy chính quyền nhà Hán, chia sẻ quyền lực với giới quý tộc và các đại thần phần lớn xuất thân từ tầng lớp học giả thân sĩ. Với việc kế thừa có cải cách đơn vị hành chính cấp quận từ nhà Tần và xác lập một số vương quốc bán tự trị, Đế quốc Hán được phân chia thành nhiều khu vực do chính quyền trung ương trực tiếp kiểm soát. Theo thời gian, các vương quốc bán tự trị dần mất đi hoàn toàn tính độc lập, đặc biệt là sau Loạn bảy nước. Từ thời Hán Vũ Đế (trị. 141 TCN – 87 TCN) trở đi, triều đình Trung Quốc chính thức bảo trợ Nho giáo trong giáo dục và triều chính, tổng hợp hệ tư tưởng này với thuyết vũ trụ học của các học giả như Đổng Trọng Thư. Chính sách bảo trợ Nho giáo tiếp tục tồn tại mãi tới khi nhà Thanh (1636 – 1912) sụp đổ vào năm 1912.
Kinh tế nhà Hán thịnh vượng, chứng kiến sự phát triển đáng kể của nền kinh tế tiền tệ vốn đã được thiết lập từ thời nhà Chu (1122 TCN – 249 TCN). Tiền xu do chính quyền trung ương đúc, phát hành vào năm 119 TCN, vẫn là tiền xu tiêu chuẩn ở Trung Quốc cho đến thời nhà Đường (619 – 907). Thể chế chính trị nhà Hán có nhiều đổi mới. Để tài trợ cho các chiến dịch quân sự và hoạt động bình định các vùng biên cương mới chinh phục, chính quyền nhà Hán quốc hữu hóa công nghiệp muối và sắt tư nhân vào năm 117 TCN. Tuy nhiên, tới thời Đông Hán, chính sách độc quyền nhà nước này lại bị bãi bỏ. Khoa học và công nghệ thời nhà Hán có nhiều phát kiến đáng kể như quy trình làm giấy, bánh lái đuôi tàu thủy, việc sử dụng số âm trong toán học, bản đồ địa hình, hỗn thiên nghi chạy bằng thủy lực dùng cho thiên văn học và một loại địa chấn kế sử dụng con lắc ngược, có thể xác định được hướng chính của một trận động đất từ khoảng cách xa.
Năm 200 TCN, liên minh du mục thảo nguyên Hung Nô đánh bại nhà Hán, buộc nhà Hán phải phục tùng như một đối tác chiếu dưới trong vài thập kỷ, nhưng đồng thời vẫn tiếp tục tấn công quân sự biên cương nhà Hán. Hán Vũ Đế phát động một chuỗi chiến dịch quân sự chống lại Hung Nô. Chiến dịch thắng lợi cuối cùng đã giúp nhà Hán ép Hung Nô phải chấp nhận địa vị chư hầu triều cống. Nhờ chuỗi chiến dịch chinh phạt mà nhà Hán mở rộng chủ quyền và quyền kiểm soát Lòng chảo Tarim ở Trung Á, tách Hung Nô thành hai liên minh riêng biệt, thiết lập được một mạng lưới thương mại rộng khắp gọi là Con đường Tơ lụa, vươn tới tận thế giới Địa Trung Hải. Trong khi đó, biên cương phía bắc nhà Hán lại bị liên minh du mục Tiên Ti nhanh chóng lấn chiếm. Hán Vũ Đế mở mang bờ cõi về phía nam thành công, sáp nhập nước Nam Việt vào năm 111 TCN và nước Điền vào năm 109 TCN, thành lập hai quận Huyền Thố và Lạc Lãng trên Bán đảo Cao Ly vào năm 108 TCN. Sau năm 92, hoạn quan trong cung can dự triều chính ngày một nhiều, tham gia những cuộc tranh giành quyền lực tàn khốc giữa các nhóm ngoại thích khác nhau, góp phần khiến nhà Hán diệt vong. Một số giáo phái Đạo giáo quy mô lớn thách thức hoàng quyền, kích động Khởi nghĩa Khăn vàng và Khởi nghĩa Ngũ đấu mễ đạo. Sau cái chết của Hán Linh Đế (trị. 168 – 189), Viên Thiệu, một võ quan cao cấp đã nổi loạn, tàn sát hoạn quan trong cung, cho phép giới quý tộc và các thế lực quân sự địa phương chuyển mình thành các lãnh chúa xé toạc đế quốc làm nhiều mảnh. Khi Ngụy vương Tào Phi cướp ngôi Hán Hiến Đế, nhà Hán chính thức không còn tồn tại.

## Từ nguyên
Theo Sử ký, sau khi nhà Tần sụp đổ, bá vương Hạng Vũ phong cho Lưu Bang làm vương của vùng đất phong nhỏ Hán Trung được đặt tên theo địa thế ven sông Hán. Về sau, Lưu Bang giành chiến thắng Chiến tranh Hán – Sở, thành lập và đặt tên triều đại mới theo tên vùng đất phong Hán Trung.

## Lịch sử

### Tây Hán
Hoàng triều đầu tiên trong lịch sử Trung Quốc là nhà Tần (221 TCN – 207 TCN). Dù đã chinh phục và thống nhất toàn bộ quốc gia thời Chiến Quốc, nhà Tần lâm vào tình trạng bất ổn chính trị ngay sau cái chết của vị hoàng đế đầu tiên Tần Thủy Hoàng. Chỉ trong vòng bốn năm, quyền lực hoàng triều tiêu tan trước áp lực từ nhiều cuộc nổi loạn. Hai thủ lĩnh quân nổi dậy là Sở vương Hạng Vũ và Hán vương Lưu Bang, bước vào một cuộc chiến phân định xem ai sẽ là người làm chủ Trung Quốc, giờ đây đã chia thành 18 tiểu quốc đều tuyên bố trung thành với Hạng Vũ hoặc Lưu Bang. Mặc dù tự khẳng định bản thân là một nhà chỉ huy tài ba, Hạng Vũ vẫn bị Lưu Bang đánh bại tại Trận Cai Hạ vào năm 202 TCN. Theo lời thúc giục của bề tôi, Lưu Bang xưng hiệu "hoàng đế", trở thành Hán Cao Tổ (trị. 202 TCN – 195 TCN). Trường An được chọn làm kinh đô mới của Đế quốc Hán thống nhất.
Đầu thời Tây Hán, một phần ba lãnh thổ đế quốc ở phía tây chia thành 13 quận do trung ương trực tiếp quản lý. Trong khi đó, hai phần ba lãnh thổ đế quốc ở phía đông chia thành 10 vương quốc bán tự trị. Để phủ dụ các tướng lĩnh chiến hữu từng cùng chiến đấu với nước Sở, Hán Cao Tổ phong vương cho một vài người trong số họ.
Đến năm 196 TCN, triều đình nhà Hán thay thế gần như tất cả vị vương trên khắp đế quốc (trừ Trường Sa) bằng các hoàng thân họ Lưu, vì ngờ vực lòng trung thành của những người không mang trong mình dòng máu hoàng gia. Sau một số cuộc nổi loạn của các vị vương – lớn nhất là Loạn bảy nước – triều đình ban hành hàng loạt cải cách bắt đầu từ năm 145 TCN, nhằm hạn chế quy mô và quyền lực của các vương quốc bán tự trị, chia chúng thành nhiều quận mới do trung ương kiểm soát. Các vị vương bị tước quyền tự bổ nhiệm nhân sự, nhiệm vụ này sẽ do triều đình đảm nhận. Trên danh nghĩa, họ là người đứng đầu vùng đất phong của riêng mình, biến một phần thuế thu trong lãnh địa thành thu nhập cá nhân. Các vương quốc không bao giờ bị xóa bỏ hoàn toàn và tiếp tục tồn tại trong suốt phần còn lại của hai thời kỳ Tây Hán và Đông Hán.
Phía bắc Trung Quốc bản thổ, thủ lĩnh du mục Hung Nô Thiền vu Mặc Đốn chinh phục nhiều bộ lạc khác nhau sinh sống ở phần phía đông Thảo nguyên Á – Âu. Cuối thời trị vì, Mặc Đốn đã kiểm soát Mãn Châu, Mông Cổ và Lòng chảo Tarim, khuất phục hơn 20 nhà nước phía đông Samarkand. Gặp rắc rối khi dân Hán ở biên cương phía bắc trao đổi ồ ạt vũ khí sắt với Hung Nô, Hán Cao Tổ ban bố một lệnh cấm vận trừng phạt Hung Nô.
Để trả đũa, Hung Nô xâm lược vùng đất mà ngày nay là tỉnh Sơn Tây, đánh bại người Hán tại Trận Bạch Đăng vào năm 200 TCN. Sau khi đàm phán, thỏa thuận hòa thân năm 198 TCN trên danh nghĩa đã biến các nhà lãnh đạo Hung Nô và Hán thành những đối tác bình đẳng trong một liên minh hôn nhân hoàng gia. Tuy nhiên, nhà Hán vẫn buộc phải triều cống một lượng lớn cống phẩm như quần áo lụa, thực phẩm và rượu cho Hung Nô.

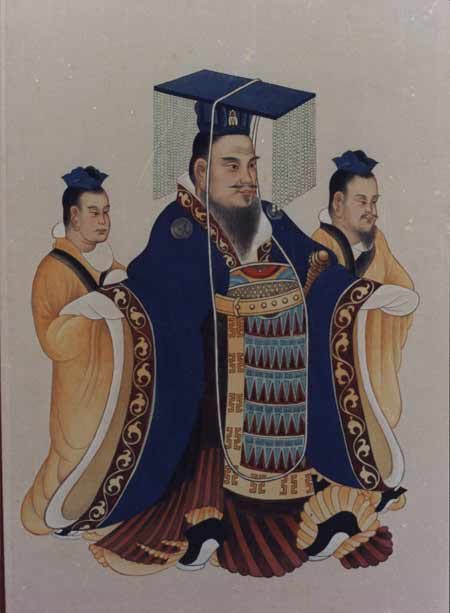
Hán Vũ Đế (trị. 141 TCN – 87 TCN)

Dù nhà Hán chấp nhận triều cống và Hán Văn Đế (trị. 180 TCN – 157 TCN) cùng Thiền vu Lão Thượng đã tiến hành đàm phán mở thị trường biên giới, nhiều bề tôi thiền vu Hung Nô vẫn bất tuân hiệp ước và đột kích định kỳ lãnh thổ nhà Hán ở phía nam Vạn lý Trường thành để lấy thêm hàng hóa. Trong một đình nghị do Hán Vũ Đế (trị. 141 TCN – 87 TCN) triệu tập vào năm 135 TCN, đa số đại thần đồng thuận duy trì thỏa thuận hòa thân. Hán Vũ Đế chấp thuận, bất chấp việc Hung Nô vẫn tiếp tục đột kích.
Tuy nhiên, trong đình nghị một năm sau đó, đa số đại thần tin rằng một cuộc giao tranh hạn chế tại Mã Ấp liên quan tới kế hoạch thích sát thiền vu Hung Nô, sẽ đẩy liên minh Hung Nô vào cảnh hỗn loạn và mang lại lợi ích cho nhà Hán. Khi kế hoạch kể trên thất bại, Hán Vũ Đế quyết định phát động một cuộc xâm lược quân sự quy mô lớn vào lãnh thổ Hung Nô. Đỉnh điểm là vào năm 119 TCN, trong Trận Mạc Bắc, hai tướng Hán là Hoắc Khứ Bệnh và Vệ Thanh đã buộc triều đình Hung Nô phải tháo chạy về phía bắc Sa mạc Gobi.
Sau thời Hán Vũ Đế, nhà Hán tiếp tục chiếm ưu thế trước Hung Nô. Thiền vu Hô Hàn Tà chấp nhận để Hung Nô trở thành nước chư hầu triều cống, thần phục nhà Hán. Đối thủ tranh đoạt ngai vị với ông, Thiền vu Chất Chi, bị Trần Thang và Cam Diên Thọ lấy mạng trong Trận Chất Chi, ở Taraz, Kazakhstan hiện đại.
Năm 121 TCN, người Hán trục xuất Hung Nô khỏi một vùng lãnh thổ rộng lớn trải dài từ Hành lang Hà Tây tới La Bố Bạc. Năm 111 TCN, cũng tại vùng lãnh thổ phía tây bắc này, nhà Hán đẩy lùi một cuộc xâm lược chung Khương – Hung Nô rồi cho thành lập bốn quận vùng biên mới: Tửu Tuyền, Trương Dịch, Đôn Hoàng và Vũ Uy. Phần lớn người sống ở vùng biên cương đều là binh lính. Đôi khi, triều đình cưỡng ép nông dân tá điền đến sống ở các khu định cư biên cương mới, cùng với những nô lệ thuộc sở hữu chính quyền và cả tù nhân khổ sai. Triều đình cũng khuyến khích dân thường – nông dân, thương nhân, điền chủ và người làm thuê – tự nguyện di cư đến vùng biên cương.

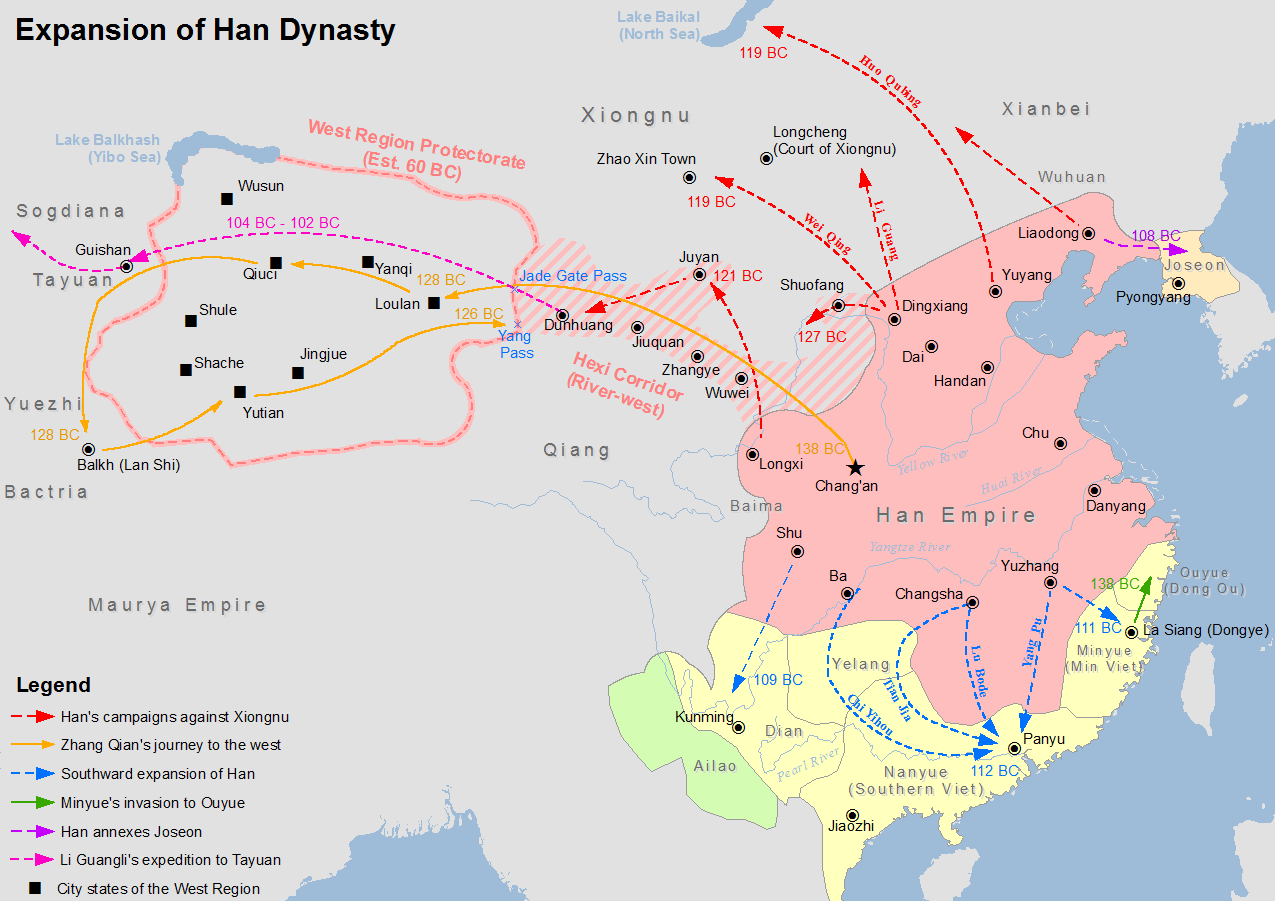
Bản đồ sơ lược các chiến dịch chinh phạt của nhà Hán trong thế kỷ thứ 2 TCN

Trước khi nhà Hán bành trướng sang Trung Á, những chuyến công du của nhà ngoại giao Trương Khiên từ năm 139 TCN đến năm 125 TCN đã thiết lập mối liên hệ giữa Trung Quốc với nhiều nền văn minh chung quanh. Trương Khiên từng đi qua Đại Uyên, Khang Cư và Đại Hạ (trước đây là Vương quốc Hy Lạp – Bactria). Ông còn tổng hợp thêm thông tin về Thiên Trúc và Đế quốc Parthia. Tất cả những quốc gia này đều tiếp nhận sứ thần nhà Hán. Những mối liên kết kể trên đánh dấu sự khởi đầu của mạng lưới thương mại Con đường Tơ lụa trải dài tới tận Đế quốc La Mã, đưa các loại mặt hàng Trung Quốc như tơ lụa đến La Mã và các loại mặt hàng La Mã như đồ thủy tinh đến Trung Quốc.
Từ khoảng năm 115 TCN đến năm 60 TCN, nhà Hán giao chiến với Hung Nô để chiếm quyền kiểm soát các thành bang ốc đảo ở Lòng chảo Tarim. Năm 60 TCN, nhà Hán giành chiến thắng chung cuộc và thành lập Tây Vực đô hộ phủ, nơi giải quyết các vấn đề quốc phòng và đối ngoại trong khu vực. Nhà Hán cũng rất tích cực mở mang bờ cõi về phía nam. Cuộc chinh phục Nam Việt vào năm 111 TCN đã mở rộng lãnh thổ nhà Hán bao trùm những vùng đất mà ngày nay là Quảng Đông, Quảng Tây và Bắc bộ Việt Nam. Vân Nam trở thành một phần lãnh thổ nhà Hán sau cuộc chinh phục Vương quốc Điền năm 109 TCN. Tiếp đó, vào năm 108 TCN, nhà Hán sáp nhập vài phần Bán đảo Cao Ly sau khi chiến thắng Chiến tranh Hán – Triều Tiên và thành lập hai quận thuộc địa Huyền Thố và Lạc Lãng. Trong cuộc điều tra dân số toàn quốc đầu tiên tại Trung Quốc, có 57.671.400 cá nhân được ghi danh trong 12.336.470 hộ gia đình.
Để chi trả cho các chiến dịch quân sự và hoạt động mở rộng thuộc địa, Hán Vũ Đế đã quốc hữu hóa một số ngành công nghiệp tư nhân. Ông tạo ra các công ty độc quyền nhà nước do cựu thương nhân quản lý. Chính quyền độc quyền sản xuất muối, sắt và rượu, cũng như độc quyền phát hành tiền xu đồng. Chính sách độc quyền rượu chỉ kéo dài từ năm 98 TCN đến năm 81 TCN, chính sách độc quyền muối và sắt thì hoàn toàn bị bãi bỏ vào đầu thời Đông Hán. Trong khi đó, chính quyền vẫn duy trì độc quyền phát hành tiền xu cho tới cuối triều đại.
Các chính sách độc quyền chính phủ bị bãi bỏ khi phái cải cách giành được thêm ảnh hưởng trong triều đình. Họ thống trị triều chính thời Hán Vũ Đế và trong những năm phụ chính sau đó của Hoắc Quang. Đối lập với phái cải cách, phái hiện đại ủng hộ một chính sách đối ngoại táo bạo và mang tính bành trướng, được tài trợ bởi nguồn thu có được nhờ sự can thiệp sâu của chính quyền vào kinh tế tư nhân.

### Triều đại của Vương Mãng và nội chiến
Vương Chính Quân lần lượt làm hoàng hậu, hoàng thái hậu, thái hoàng thái hậu thời Hán Nguyên Đế (trị. 49 TCN – 33 TCN), Hán Thành Đế (trị. 33 TCN – 7 TCN) và Hán Ai Đế (trị. 7 TCN – 1 TCN). Sau khi Hán Ai Đế băng hà, Vương Mãng, cháu trai Vương Chính Quân, được bổ nhiệm làm đại thần phụ chính cho Hán Bình Đế (trị. 1 TCN – 5) vào ngày 16 tháng 8 năm 1.
Ngày 3 tháng 2 năm 6, Hán Bình Đế qua đời, Nhũ Tử Anh trở thành người thừa kế ngai vàng còn Vương Mãng được phong làm Giả hoàng đế, nhiếp chính thay cho tiểu hoàng đế. Vương Mãng hứa sẽ trả lại quyền kiểm soát triều đình cho Tử Anh khi cậu bé đủ lớn. Tuy nhiên, chẳng bao lâu sau, ông thất hứa rồi đàn áp các cuộc nổi loạn phản đối của giới quý tộc. Ngày 10 tháng 1 năm 9, Vương Mãng tuyên bố nhà Hán không còn giữ Thiên mệnh và đã tới hồi diệt vong, nhường chỗ cho triều đại mới của chính mình: nhà Tân (9 – 23).
Vương Mãng khởi xướng một loạt cải cách lớn song hầu hết đều thất bại. Chúng bao gồm việc chấm dứt chế độ mua bán nô lệ, quốc hữu hóa đất đai rồi tái phân phối bình quân cho từng hộ gia đình và giới thiệu thêm các loại tiền tệ mới, làm giảm giá trị tiền xu. Dù cho loạt cải cách gây ra làn sóng phản đối đáng kể nhưng những trận lũ lụt lớn từ năm 3 tới năm 11 mới là nguyên nhân chính khiến chế độ của Vương Mãng sụp đổ. Lượng phù sa tích tụ lâu ngày đẩy mực nước sông Hoàng Hà dâng cao, chôn vùi các công trình kiểm soát lũ lụt. Sông Hoàng Hà chia làm hai nhánh mới: một nhánh đổ về phía bắc, một nhánh đổ ra Bán đảo Sơn Đông ở phía nam. Mãi tới năm 70, các kỹ sư người Hán mới có thể xây đập cho nhánh sông phía nam.
Lũ lụt cướp đi sinh mạng của hàng ngàn nông dân, nhiều nông dân buộc phải tham gia các nhóm thổ phỉ hay nghĩa quân như Xích Mi để sống sót. Quân đội dưới quyền Vương Mãng hoàn toàn không đủ khả năng dập tắt phong trào khởi nghĩa đang ngày càng lan rộng. Cuối cùng, một toán nghĩa quân đông đảo tiến vào Vị Ương cung và giết chết Vương Mãng.
Hán Canh Thủy Đế (trị. 25 – 27), hậu duệ của Hán Cảnh Đế (trị. 157 TCN – 141 TCN), cố gắng trung hưng nhà Hán và định đô tại Trường An. Tuy nhiên, quân Xích Mi sớm hạ bệ, ám sát Hán Canh Thủy Đế và thay thế ông bằng quân chủ bù nhìn Lưu Bồn Tử. Lưu Tú, em họ xa của Hán Canh Thủy Đế, sau khi xác lập được vị thế trong Trận Côn Dương, được bề tôi thúc dục kế vị ngai vàng.
Đế quốc Hán đã thực sự phục hưng nhờ Hán Quang Vũ Đế Lưu Tú (25 – 57). Năm 25, Hán Quang Vũ Đế chọn Lạc Dương làm kinh đô. Năm 27, hai đại tướng của ông là Đặng Vũ và Phùng Dị buộc quân Xích Mi đầu hàng và xử tử chủ tướng của họ vì tội phản quốc. Từ năm 26 đến năm 36, Hán Quang Vũ Đế tiếp tục giao chiến với các lãnh chúa tự xưng hoàng đế. Khi toàn bộ lãnh chúa đều đã bị đánh bại, Trung Quốc lại một lần nữa thống nhất dưới lá cờ nhà Hán.
Thời kỳ kể từ khi nhà Hán thành lập tới khi Vương Mãng soán ngôi gọi là Tây Hán hoặc Tiền Hán (206 TCN – 9). Kinh đô Tây Hán là Trường An. Thời kỳ kể từ khi Hán Quang Vũ Đế lên ngôi tới khi nhà Hán sụp đổ gọi là Đông Hán hoặc Hậu Hán (25 – 220), kinh đô dời về Lạc Dương.

### Đông Hán

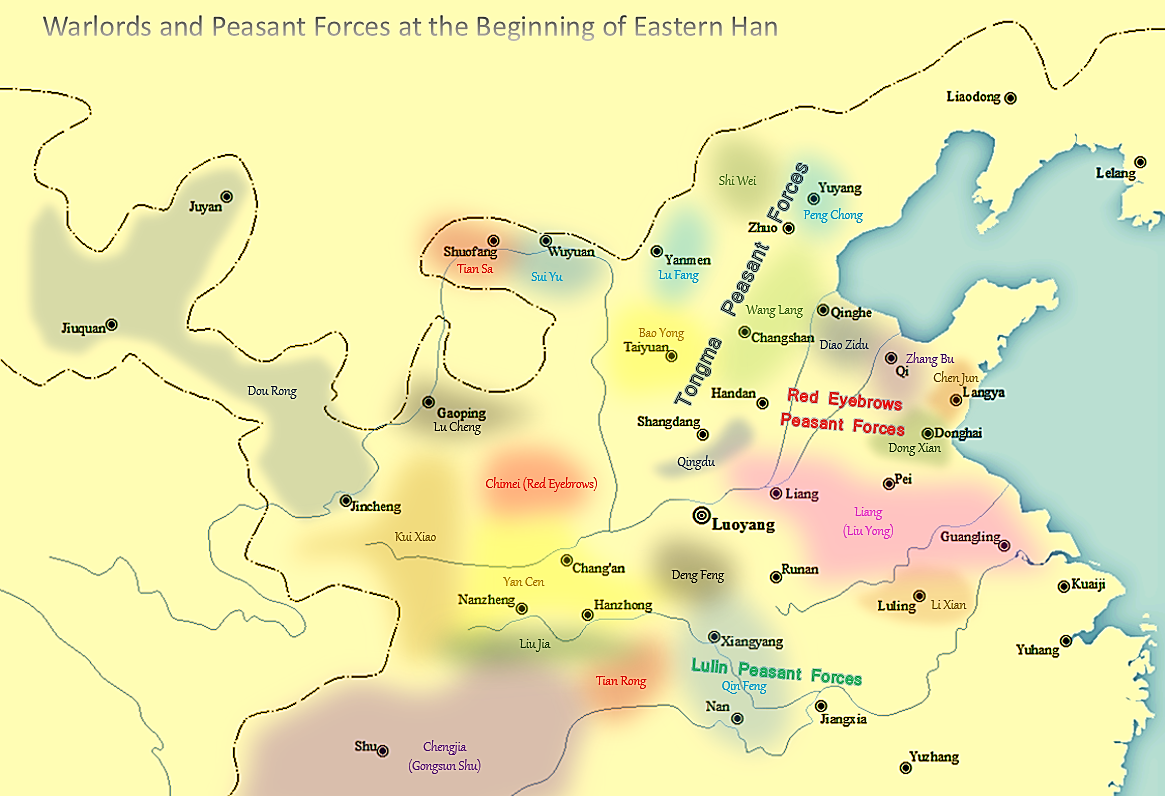
Các lãnh chúa và lực lượng nông dân cát cứ đầu thời Đông Hán

Ngày 5 tháng 8 năm 25, Hán Quang Vũ Đế lên ngôi hoàng đế, khởi đầu thời Đông Hán (25 – 220). Suốt thời gian hoàng quyền Vương Mãng lung lay, Cao Câu Ly tự do đột kích bốn quận thuộc địa nhà Hán trên Bán đảo Cao Ly. Tới năm 30, nhà Hán mới tái khẳng định được quyền kiểm soát khu vực này.
Năm 40, Hai Bà Trưng khởi nghĩa chống nhà Hán ở Việt Nam. Cuộc khởi nghĩa này bị tướng Hán Mã Viện dập tắt trong một chiến dịch năm 42 – 43. Vương Mãng tái thiết lập thái độ thù địch với người Hung Nô. Nhà Hán tiếp tục lạnh nhạt với Hung Nô cho tới khi thủ lĩnh Hung Nô là Bỉ, đối thủ tranh chấp ngai vị với em họ Bồ Nô, đồng ý trở thành chư hầu triều cống vào năm 50. Điều này khiến Hung Nô bị chia thành hai liên minh đối địch nhau: Nam Hung Nô do Bỉ lãnh đạo, đồng minh của nhà Hán, và Bắc Hung Nô do Bồ Nô lãnh đạo, xem nhà Hán là kẻ thù.
Thời Vương Mãng, Trung Quốc cũng đánh mất quyền kiểm soát Lòng chảo Tarim. Năm 63, Bắc Hung Nô chinh phục Lòng chảo Tarim, dùng đây làm căn cứ địa tấn công Hành lang Hà Tây ở Cam Túc. Năm 73, trong Trận Y Ngô Lư, Đậu Cố đánh bại Bắc Hung Nô. Ông ép người Hung Nô tháo chạy khỏi Thổ Lỗ Phiên và truy đuổi họ tới tận hồ Ba Lý Khôn trước khi cắm một đơn vị đồn trú tại Cáp Mật. Sau khi Tây Vực đô hộ Trần Mục bị đồng minh Hung Nô ở Yên Kỳ và Quy Từ giết, đơn vị đồn trú tại Cáp Mật cũng rút lui.
Năm 89, trong Trận Altai, Đậu Hiến đánh bại thiền vu Bắc Hung Nô, buộc ông ta tháo chạy tới dãy núi Altai. Sau khi Bắc Hung Nô dời đến lưu vực sông Y Lê vào năm 91, người du mục Tiên Ti liền chiếm đóng vùng lãnh thổ trải dài từ biên giới Vương quốc Phù Dư ở Mãn Châu đến sông Y Lê của người Ô Tôn. Lãnh thổ của người Tiên Ti bành trướng cực đại dưới thời Đàn Thạch Hòe, người liên tục đánh bại quân đội nhà Hán. Tuy nhiên, liên minh của Đàn Thạch Hòe sớm tan rã ngay sau khi ông qua đời.
Ban Siêu tranh thủ sự trợ giúp từ Đế quốc Quý Sương, chiếm đóng khu vực mà ngày nay là Ấn Độ, Pakistan, Afghanistan và Tajikistan hòng khuất phục Khách Thập và đồng minh Túc Đặc. Tuy nhiên, khi nhà Hán từ chối yêu cầu thành lập liên minh hôn nhân vào năm 90, nhà cai trị Quý Sương Vima Kadphises liền điều quân tới Wakhan (Afghanistan) tấn công Ban Siêu. Xung đột kết thúc khi quân Quý Sương buộc phải rút lui vì thiếu nhu yếu phẩm. Năm 91, chức Tây Vực đô hộ được tái lập và do chính Ban Siêu đảm nhiệm.

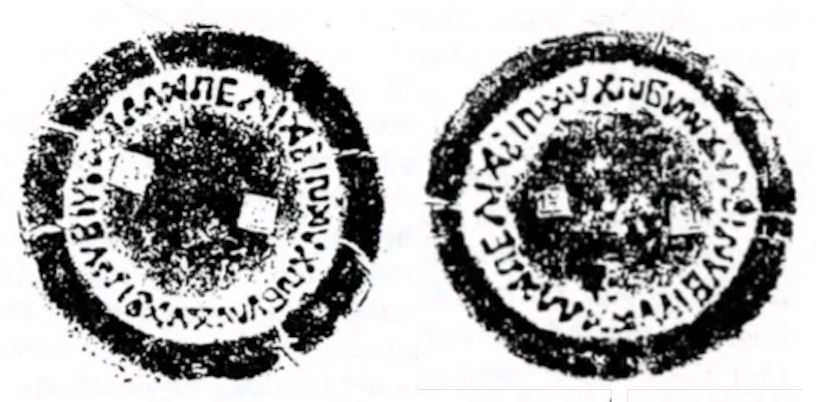
Chữ khắc Đông Hán khắc trên một thỏi chì, dùng chữ Hy Lạp thôi lối Quý Sương, được khai quật ở Thiểm Tây, thế kỷ 1 – 2.

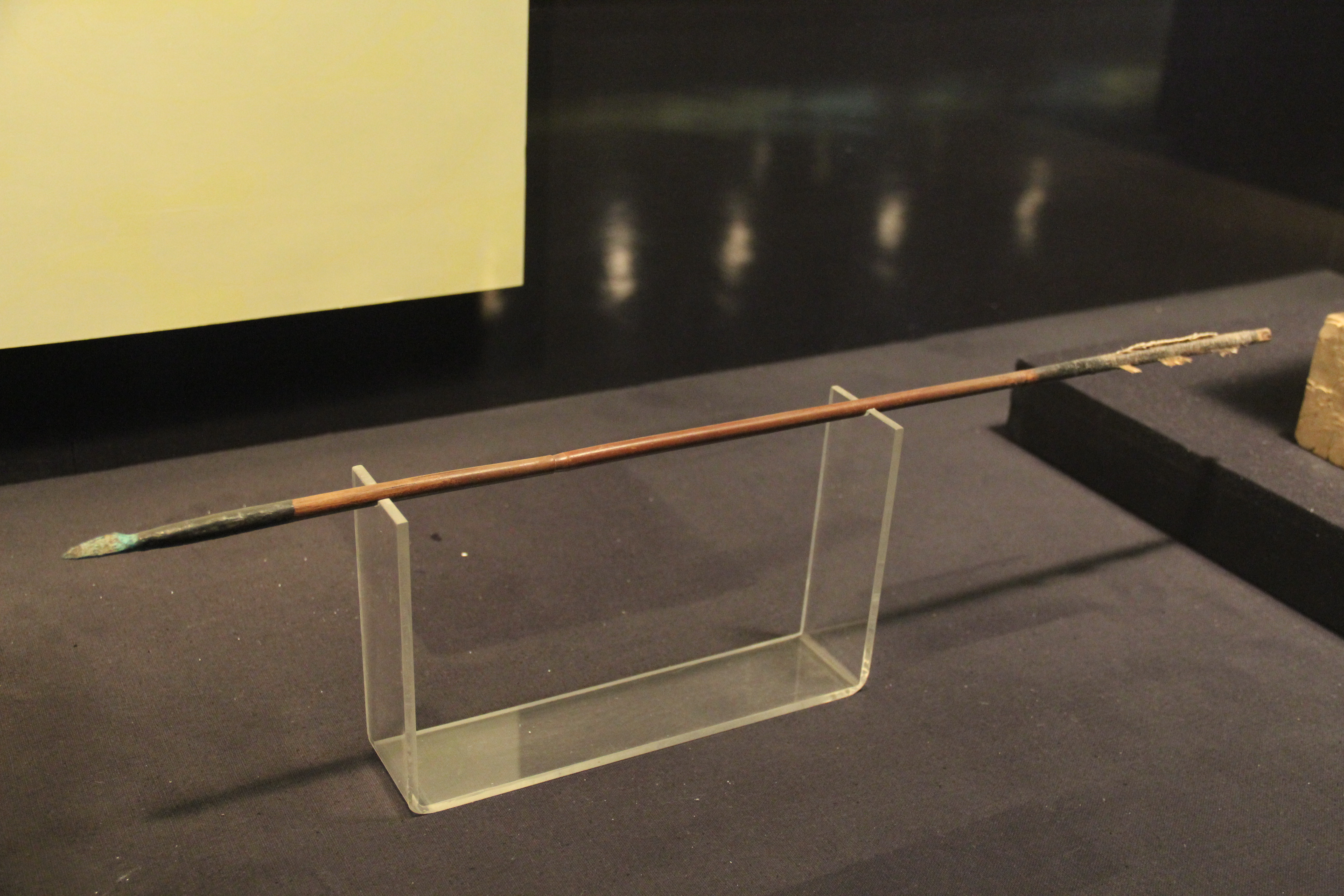
Một mũi tên thời Tây Hán

Trong số du khách nước ngoài đến Đông Hán có nhiều nhà sư biên dịch kinh Phật như An Thế Cao từ Parthia và Lâu-ca-sấm từ Càn-đà-la, Ấn Độ. Ngoài nhận cống phẩm từ Quý Sương, Đế quốc Hán còn từng nhận quà từ Parthia, một vị vua Miến Điện và một nhà cai trị Nhật Bản. Năm 97, triều đình nhà Hán thử phái sứ giả Cam Anh tới Roma song không thành công.
Ngụy lược và Hậu Hán thư đều ghi chép về một sứ đoàn thừa mệnh hoàng đế Marcus Arelius, tiếp cận triều đình Hán Hoàn Đế (trị. 146 – 167) vào năm 166. Tuy nhiên, Rafe de Crespgny lại khẳng định rằng sứ đoàn được đề cập trong hai tài liệu trên có thể chỉ là một nhóm thương nhân La Mã mà thôi. Ngoài đồ thủy tinh và tiền xu La Mã ở Trung Quốc, người ta còn tìm thấy huy chương La Mã từ thời Antonius Pius và Marcus Aurelius ở Óc Eo, Việt Nam. Óc Eo nằm gần quận Nhật Nam (hay Giao Chỉ), nơi các nguồn Trung Quốc khẳng định là địa điểm đầu tiên mà người La Mã và một phái đoàn Thiên Trúc đặt chân khi đến nhà Hán vào hai năm 159 và 161. Ngoài ra, Óc Eo cũng được cho là thành phố cảng "Cattigara" mà Ptolemaeus đã mô tả trong Geographia, nằm ở phía đông "Chersonesus Aurea" (bán đảo Mã Lai) dọc theo "Magnus Sinus" (vịnh Thái Lan và Biển Đông), nơi một thủy thủ Hy Lạp từng ghé thăm.
Thời Hán Chương Đế (trị. 75 – 88) được các học giả Đông Hán về sau đánh giá là giai đoạn cường thịnh cuối cùng của nhà Hán. Từ sau thời Hán Chương Đế, hoạn quan can thiệp triều chính ngày một nhiều, tham gia nhiều cuộc tranh đoạt quyền lực khốc liệt giữa các nhóm ngoại thích. Năm 92, với sự trợ giúp của hoạn quan Trịnh Chúng, Hán Hòa Đế (trị. 88 – 105) giam lỏng Đậu thái hậu, tước hết quyền lực mà gia tộc nhà bà đang nắm giữ. Hán Hòa Đế làm điều này để trả đũa việc Đậu thái hậu từng thanh trừng gia tộc và che giấu danh tính của Lương quý nhân, mẹ ruột hoàng đế. Sau khi Hán Hòa Đế băng hà, Đặng thái hậu nhiếp chính giữa lúc nhà Hán lâm vào một cuộc khủng hoảng tài chính và cuộc khởi nghĩa của người Khương đang lan rộng.
Khi Đặng thái hậu qua đời, Hán An Đế (trị. 106 – 125) tin lời hai hoạn quan Lý Nhuận và Giang Kinh, cho rằng Đặng thái hậu và gia tộc nhà bà đã lên sẵn kế hoạch phế truất mình. Ông cách chức toàn bộ thành viên gia tộc họ Đặng, đày ải và buộc nhiều người trong số họ phải tự sát. Sau khi Hán An Đế băng hà, Diêm thái hậu đưa con trai bà là Bắc Hương hầu Lưu Ý lên ngôi hòng duy trì quyền lực cho gia tộc nhà mình. Tuy nhiên, hoạn quan Tôn Trình đã đảo chính thành công, lập Lưu Bảo làm hoàng đế, tức Hán Thuận Đế (trị. 125 – 144). Diêm thái hậu bị quản thúc tại gia, người thân bị giết hoặc lưu đày, các đồng minh hoạn quan bị tàn sát. Phụ chính Lương Ký, anh trai của Ý Hiên Lương hoàng hậu, giết chết anh rể Đặng Mãnh Nữ, người sau này trở thành hoàng hậu thứ hai, khi Đặng Mạnh Nữ phản kháng nỗ lực kiểm soát của ông. Sau đó, Hán Hoàn Đế (trị. 146 – 167) lợi dụng hoạn quan, hạ bệ và buộc Lương Ký phải tự sát.
Nho sinh trường Thái học đã tổ chức một cuộc biểu tình lớn phản đối hoạn quan trong triều. Hán Hoàn Đế thì ngày càng xa cách bộ máy quan liêu khi khởi xướng nhiều dự án xây dựng hoành tráng và chiêu đãi hàng nghìn thê thiếp giữa thời điểm khủng hoảng kinh tế. Lý Ưng và cộng sự ở trường Thái học bị bè lũ hoạn quan cầm tù vì tội phản quốc. Tới năm 167, họ mới được trả tự do khi Đại tướng quân Đậu Vũ thuyết phục thành công con rể Hán Hoàn Đế. Dù là vậy, Hán Hoàn Đế vẫn cách chức vĩnh viễn Lý Ưng và cộng sự, khởi đầu lệnh cấm quan chức kết bè kéo cánh.
Sau khi Hán Hoàn Đế băng hà, Đậu Vũ và Thái phó Trần Phồn đã âm mưu tiến hành một cuộc đảo chính, hạ bệ ba đại hoạn quan Hầu Lãm, Tào Tiết và Vương Phủ. Khi âm mưu bị phanh phui, các hoạn quan lập tức bắt giữ Hoàn Tư Đậu hoàng hậu và Trần Phồn. Tướng Trương Hoán sủng ái hoạn quan, dẫn quân đối đầu với Đậu Vũ và môn khách ngay trước cổng hoàng cung. Hai bên cáo buộc lẫn nhau tội phản quốc. Khi từng môn khách dưới trướng lũ lượt theo phe Trương Hoán, Đậu Vũ buộc phải tự sát.
Dưới thời Hán Linh Đế (trị. 168 – 189), hoạn quan có thêm quyền thanh trừng quan chức kết bè kéo cánh, ngang nhiên bán đấu giá chức vụ cấp cao trong chính quyền. Hán Linh Đế dành phần lớn thời gian chơi trò nhập vai với thê thiếp và tham gia các cuộc duyệt binh, giao hết việc nước cho hai hoạn quan Triệu Trung và Trương Nhượng.

### Nhà Hán diệt vong

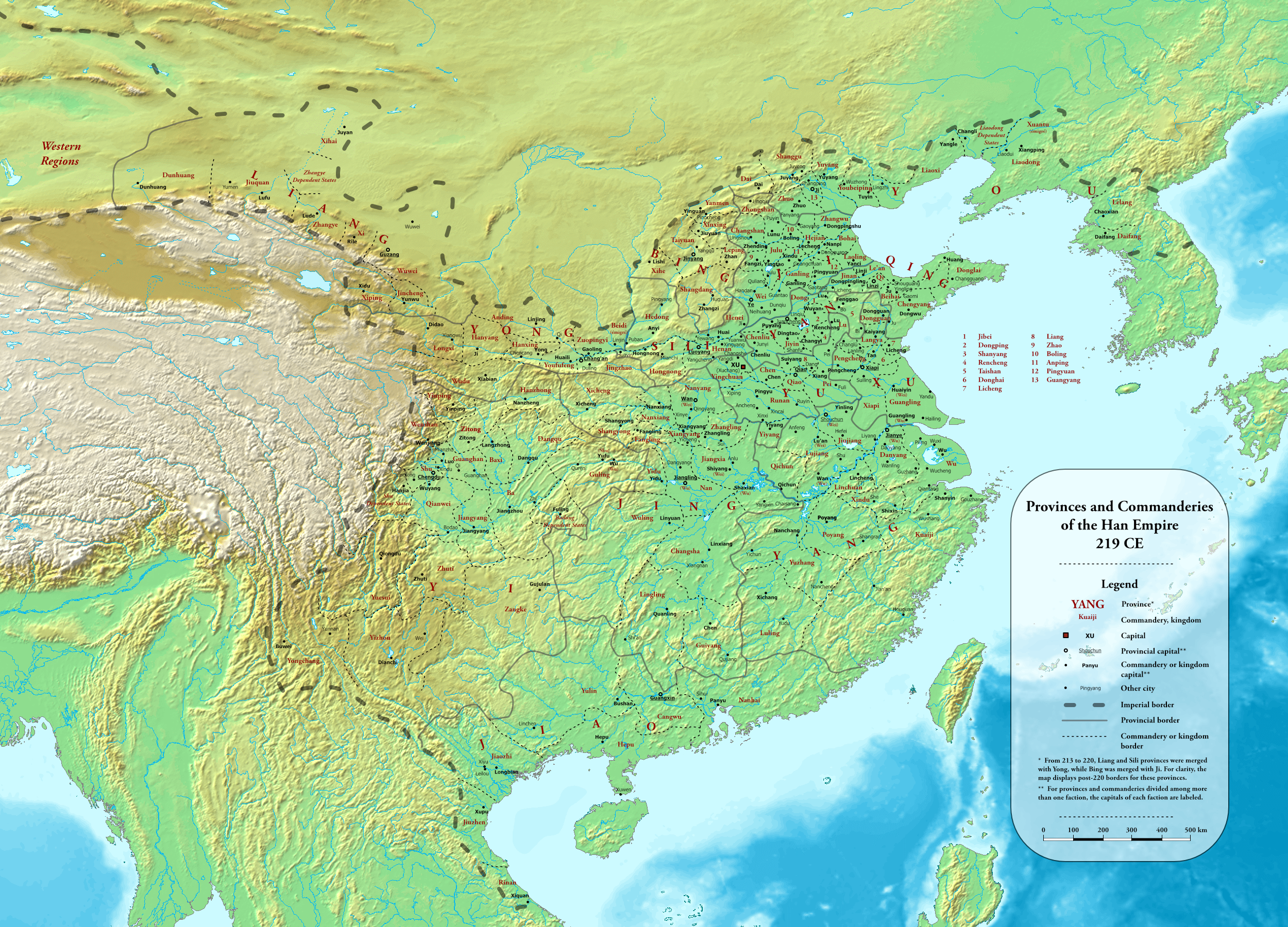
Các châu và quận nhà Hán vào năm 219, một năm trước thời điểm diệt vong

Năm 184, lệnh cấm quan chức kết bè kéo cánh bị bãi bỏ giữa lúc Khởi nghĩa Khăn vàng và Khởi nghĩa Ngũ đấu mễ đạo đang bùng nổ, chủ yếu là do triều đình không muốn tiếp tục xa lánh một bộ phận đáng kể tầng lớp thân sĩ, những người hoàn toàn có thể trở cờ khởi nghĩa. Phần tử tham gia Khởi nghĩa Khăn vàng và Khởi nghĩa Ngũ đấu mễ thuộc hai xã hội Đạo giáo có tôn ti khác nhau, lần lượt do hai thầy đồng Trương Giác và Trương Lỗ lãnh đạo.
Cuộc khởi nghĩa của Trương Lỗ ở miền bắc Tứ Xuyên và miền nam Thiểm Tây ngày nay, mãi đến năm 215 mới bị dập tắt. Trong khi đó, Khởi nghĩa Khăn Vàng trên khắp tám châu chấm dứt chỉ trong vòng một năm, có vài lần tái bùng phát trong những thập kỷ tiếp theo. Dù Khởi nghĩa Khăn vàng đã kết thúc, nhiều tướng lĩnh được bổ nhiệm ồ ạt trong thời kỳ chiến loạn, không chịu giải tán lực lượng dân quân tự tuyển mộ của họ và dùng chúng để tích lũy sức mạnh ngoài vòng kiểm soát của hoàng quyền đang lung lay.

Đại tướng quân Hà Tiến, anh cùng cha khác mẹ với Hà thái hậu, cùng Viên Thiệu âm mưu lật đổ các hoạn quan trong triều bằng cách điều vài tướng lĩnh dẫn quân tới vùng ngoại ô kinh đô. Tại đây, họ dâng kiến nghị lên Hà thái hậu, yêu cầu xử tử các hoạn quan. Sau một thời gian đắn đo, Hà thái hậu đồng ý. Tuy nhiên, khi các hoạn quan phát hiện ra âm mưu, họ liền yêu cầu anh trai Hà thái hậu là Hà Miêu thu hồi lệnh xử tử. Ngày 22 tháng 9 năm 189, một nhóm hoạn quan ám sát thành công Hà Tiến. 

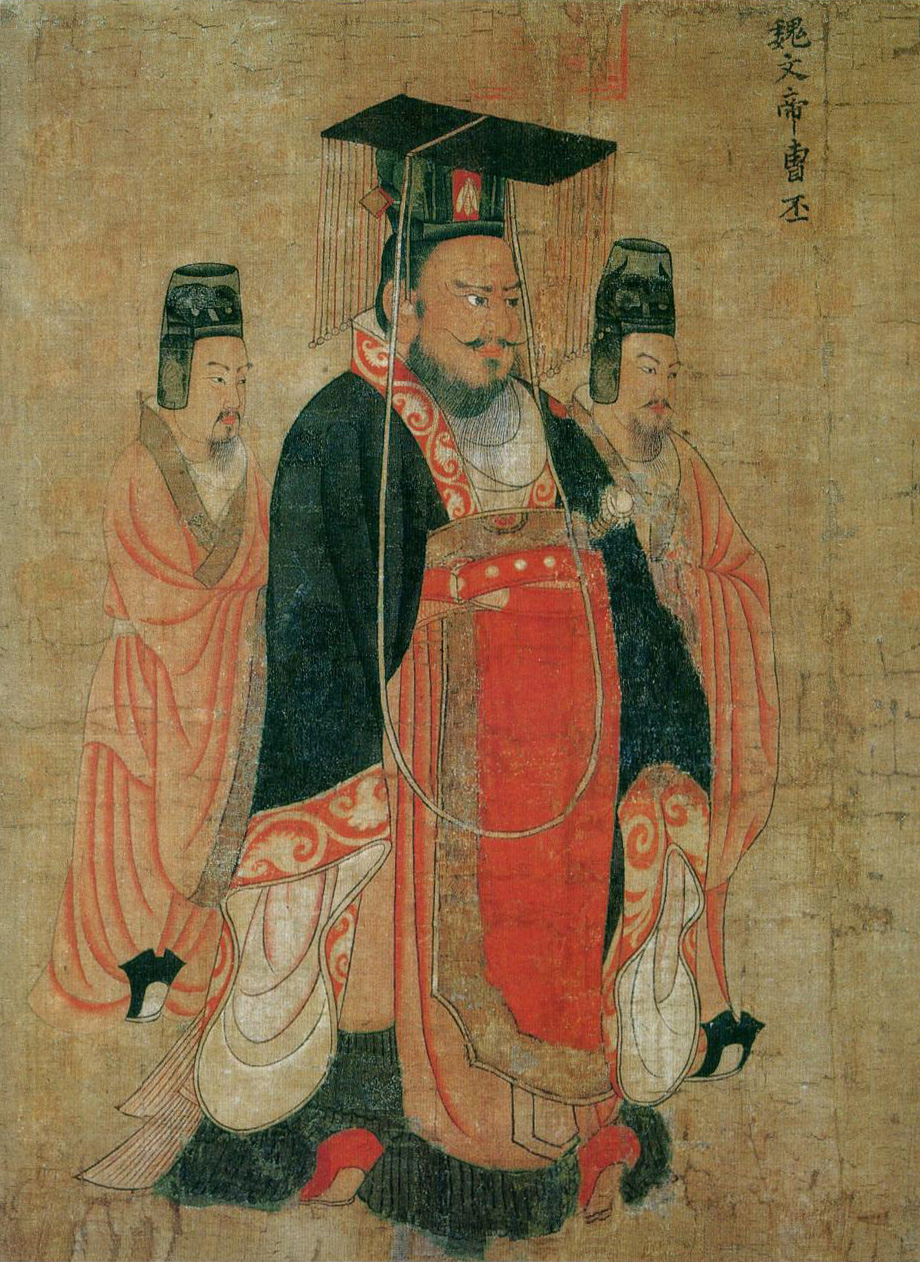
Tào Phi (trị. 216 – 220), người trực tiếp đặt dấu chấm hết cho nhà Hán

Ngay sau khi Hà Tiến bỏ mạng, hai anh em Viên Thiệu, Viên Thuật lần lượt bao vây Bắc cung và Nam cung. Ngày 25 tháng 9 năm 189, cả hai cung điện đều thất thủ, khoảng hai nghìn hoạn quan bị tàn sát. Trương Nhượng trước đó đã kịp bỏ trốn cùng Hán Thiếu Đế và em trai Lưu Hiệp, tức Hán Hiến Đế (trị. 189 – 220) tương lai. Khi bị anh em họ Viên truy cùng giết tận, Trương Nhượng nhảy xuống sông Hoàng Hà tự sát.
Tướng Đổng Trác tìm thấy hai anh em tiểu hoàng đế đang lang thang nơi vùng thôn quê. Ông hộ tống họ hồi kinh an toàn và được phong làm Tư không, nắm quyền kiểm soát Lạc Dương và ép Viên Thiệu phải lui binh. Sau khi Đổng Trác phế Hán Thiếu Đế, lập Hán Hiến Đế Lưu Hiệp, Viên Thiệu cầm đầu một liên minh chống Đổng Trác gồm toàn cựu quan viên. Tháng 9 năm 189, Đổng Trác đầu độc giết chết Hán Thiếu Đế. Tháng 5 năm 191, ông cho thiêu rụi Lạc Dương, dời kinh đô về lại Trường An.
Đổng Trác bị thuộc tướng Lã Bố giết trong một âm mưu do Vương Doãn, một đại thần bảo hoàng, sắp đặt. Năm 195, Hán Hiến Đế chạy khỏi Trường An, quay lại Lạc Dương hoang tàn. Năm 196, nghe theo lời thuyết phục của Tào Tháo, người lúc này đang là Thứ sử Duyện Châu, Hán Hiến Đế chấp nhận dời đô một lần nữa tới Hứa Xương.
Viên Thiệu tuyên chiến với Tào Tháo hòng giành quyền kiểm soát hoàng đế. Sức mạnh của Viên Thiệu suy giảm đáng kể khi ông để thua Tào Tháo trong trận Quan Độ năm 200. Ngay khi Viên Thiệu vừa qua đời, các con trai ông lao vào một cuộc nội chiến giành quyền thừa kế. Năm 205, Tào Tháo giết Viên Đàm, con trai cả Viên Thiệu. Năm 207, Công Tôn Khang giết Viên Hi và Viên Thượng, hai người em của Viên Đàm, gửi thủ cấp tới cho Tào Tháo.
Sau thất bại của Tào Tháo trong trận thủy chiến Xích Bích năm 208, Trung Quốc chia thành ba thế lực ảnh hưởng: Tào Tháo thống trị miền bắc, Tôn Quyền thống trị miền nam và Lưu Bị thống trị miền tây. Tháng 3 năm 220, Tào Tháo qua đời. Đến tháng 12 cùng năm, con trai ông là Tào Phi ép Hán Hiến Đế nhường ngôi, tự lập nhà Tào Ngụy, về sau tôn hiệu là Văn Đế (trị. 216 – 220). Sự kiện này chính thức đặt dấu chấm hết cho nhà Hán, mở ra thời kỳ giao tranh ác liệt giữa ba nhà nước: Tào Ngụy (220 – 265), Đông Ngô (229 – 280) và Thục Hán (221 – 263).

## Văn hóa và xã hội

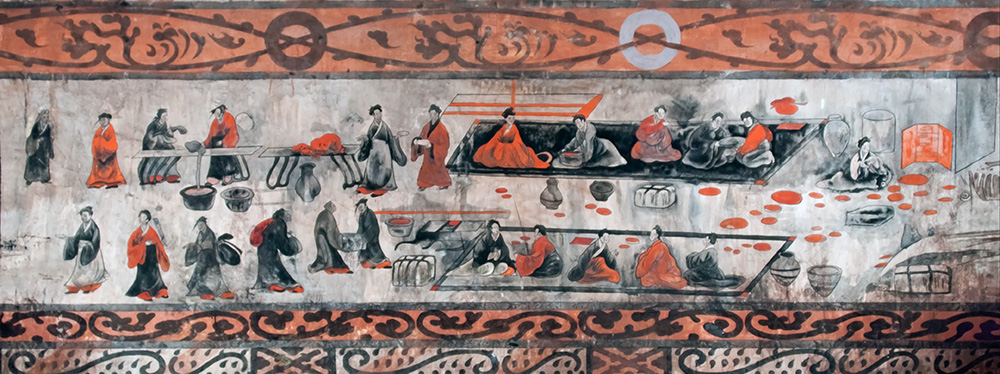
Một bức bích họa cuối thời Đông Hán (25 – 220), minh họa sống động cảnh yến tiệc, vũ nhạc, nhào lộn và đấu vật, từ khu lăng mộ Tá Hổ Đình ở Trịnh Châu, tỉnh Hà Nam

### Tầng lớp xã hội

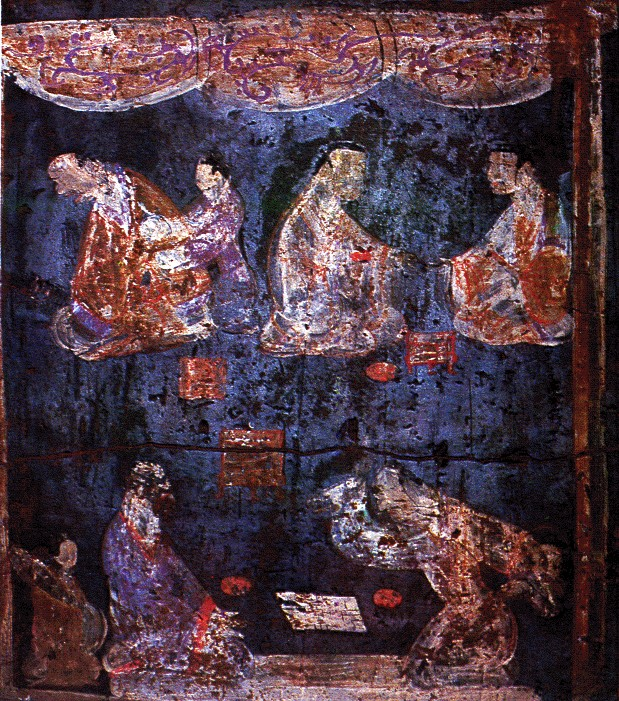
Một bức bích họa từ một ngôi mộ thời Đông Hán tại Chu Thôn, Lạc Dương, tỉnh Hà Nam; hai nhân vật đang trải chiếu chơi lục bác

Trong một trật tự xã hội có thứ bậc, hoàng đế là người có địa vị cao nhất trong xã hội và chính quyền nhà Hán. Tuy nhiên, nhiều hoàng đế nhà Hán lên ngôi khi còn rất nhỏ tuổi, bị kiểm soát bởi nhiếp chính thường là thái hậu hoặc anh em trai của bà. Xếp ngay dưới hoàng đế là các vị vương cùng thuộc gia tộc họ Lưu. Tất cả tầng lớp còn lại trong xã hội, bao gồm quý tộc và thường dân, không kể nô lệ, đều thuộc một trong mười hai cấp bậc Nhị thập đẳng tước.
Người có cấp bậc càng cao thì càng nhận được nhiều bổng lộc và đặc quyền pháp lý. Cấp bậc cao nhất, Liệt hầu, được hưởng bổng lộc nhà nước và ban lãnh địa. Dưới một bậc, Quan nội hầu, cũng được hưởng bổng lộc nhưng không được sở hữu lãnh địa. Quan chức phục vụ trong chính quyền thuộc tầng lớp bình dân đông đảo nhưng về mặt uy tín xã hội, họ chỉ xếp sau tầng lớp quý tộc. Những quan chức cấp cao nhất trong chính phủ cũng có khi được ban lãnh địa như hầu tước.
Đến thời Đông Hán, giới tinh hoa địa phương gồm các học giả, giáo viên, học sinh và quan chức vốn không có mối liên hệ, bắt đầu tự định nghĩa mình là thành viên của tầng lớp thân sĩ. Họ cùng nhau chia sẻ những giá trị chung và đều tận tâm với nền học thuật chính thống. Nửa cuối thời Đông Hán, khi chính quyền ngày càng thối nát, nhiều thân sĩ còn coi việc vun đắp các mối quan hệ cá nhân trên cơ sở đạo đức quan trọng hơn là làm việc công.
Nông dân, hay cụ thể hơn là tiểu điền chủ, xếp ngay sau học giả và quan chức trong hệ thống phân cấp xã hội. Những đối tượng canh tác nông nghiệp khác như tá điền, lao động làm công và nô lệ, có địa vị thấp hơn. Nhà Hán đã tiến hành điều chỉnh chế độ nô lệ vốn có ở Trung Quốc và số lượng nô lệ nông nghiệp thì ngày càng gia tăng. Nghệ nhân, kỹ thuật viên và thợ thủ công có địa vị kinh tế xã hội pháp lý ở dưới nông dân và trên thương nhân thông thường.
Thương nhân đã đăng ký với nhà nước buộc phải mặc trang phục màu trắng và phải đóng thuế thương mại cao, bị tầng lớp thân sĩ xem là những kẻ ăn bám xã hội đáng khinh. Họ thường là chủ tiệm tạp hóa tại các khu chợ thành thị. Nhiều nhà kỹ nghệ và thương nhân lưu động làm việc giữa một mạng lưới các thành phố cho phép không cần đăng ký thương nhân, thường giàu có và quyền lực hơn đại đa số quan chức chính quyền.
Điền chủ giàu có, chẳng hạn như quý tộc và quan chức, thường cung cấp chỗ ở cho môn khách, những người có giá trị lao động hay làm những công việc đặc thù, đôi khi bao gồm cả việc bắt cướp hoặc tham gia chiến trận. Không như nô lệ, môn khách có thể tự do lựa chọn bất cứ gia chủ nào mà họ yêu thích. Thầy thuốc, người nuôi lợn, đồ tể có địa vị xã hội khá cao, trong khi thầy bói, người đưa tin lại có địa vị xã hội thấp.

### Hôn nhân, giới tính và quan hệ máu mủ

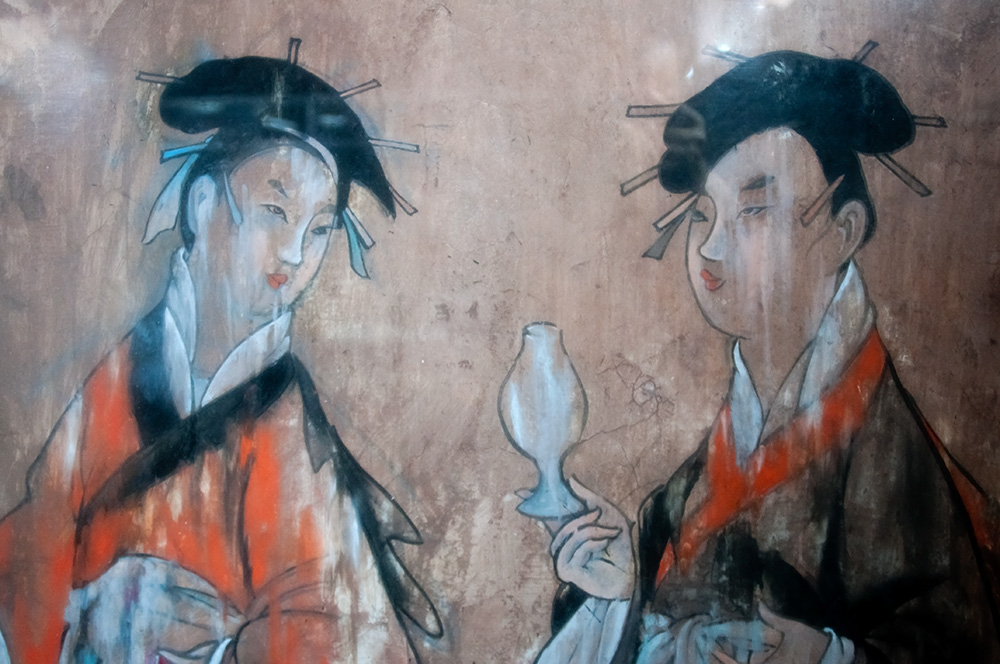
Chi tiết bích họa vẽ hai người phụ nữ đang mặc Hán phục, từ khu lăng mộ Tá Hổ Đình, Trịnh Châu, Hà Nam

Mỗi gia đình thời nhà Hán tuân theo chế độ phụ hệ. Mỗi hộ thường có từ bốn đến năm thành viên gia đình hạt nhân sống cùng nhau. Không giống như những triều đại về sau, các thành viên trong một đại gia đình nhiều thế hệ không ở cùng một nhà. Theo chuẩn mực Nho giáo, mỗi thành viên trong gia đình được đối xử với mức độ tôn trọng và gần gũi khác nhau. Chẳng hạn, khung thời gian để tang cho cha và chú ruột được quy định phân biệt.
Cưới xin được nghi thức hóa cầu kì, đặc biệt là đối với những người giàu có, bao gồm rất nhiều bước quan trọng. Việc tặng quà đính hôn – sính lễ và hồi môn – là vô cùng quan trọng. Nếu thiếu một trong hai, chú rể sẽ bị khinh thường còn cô dâu sẽ chỉ về nhà chồng với tư cách vợ lẻ, chứ không phải vợ chính thất. Thời nhà Hán, hôn nhân sắp đặt là điều hết sức bình thường. Trong việc lựa chọn phối ngẫu cho con cái, quyết định của người cha luôn có trọng lượng hơn quyết định của người mẹ.
Hôn nhân một vợ một chồng rất phổ biến, dù quý tộc hay quan chức cấp cao có thừa điều kiện kinh tế để thêm thê nạp thiếp. Với những điều kiện tập quán nhất định, chứ không phải theo luật định, cả nam và nữ đều có thể ly dị và tái hôn. Tuy nhiên, góa phụ vẫn tiếp tục là thành viên gia đình nhà chồng đã khuất. Để tái hôn, góa phụ cần được "trả về" nhà mẹ đẻ với một mức phí chuộc nhất định. Ngoài ra, họ không được phép mang con cái theo khi tái hôn.
Không giống như tước hiệu hoặc cấp bậc quý tộc, con trai trưởng không có quyền thừa kế toàn bộ tài sản. Sau khi người cha qua đời, mỗi người con trai được chia một phần gia sản bằng nhau. Điều này trái với phong tục của những triều đại về sau khi người cha thường gửi luôn một phần gia sản cho con trai ngay khi trưởng thành và lập gia đình. Thường thì con gái được chia phần gia sản ít hơn nhiều so với con trai, thông qua hồi môn khi kết hôn. Phân chia gia sản thừa kế còn có thể tiến hành bằng di chúc, tuy nhiên, không rõ về mức độ phổ biến của hình thức này.
Phụ nữ nhà Hán ở nhà thì phải theo ý cha, khi đã lấy chồng thi phải theo ý chồng, khi chồng chết thì phải theo ý con. Tuy nhiên, theo nhiều nguồn đương thời, quy tắc trên không phải lúc nào cũng được người ta tuân theo, đặc biệt là trong mối quan hệ mẹ con, một số hoàng hậu thậm chí còn từng công khai nhục mạ chính cha ruột và anh em của mình. Phụ nữ được miễn lao dịch thường niên. Ngoài làm nội trợ, họ cũng thường làm thêm công việc khác mang về thu nhập.
Đối với phụ nữ, nghề nghiệp phổ biến nhất là nghề dệt quần áo gia đình. Họ tự dệt rồi đem bán ở chợ hoặc làm thuê cho các doanh nghiệp dệt may lớn tuyển dụng hàng trăm nhân công. Cũng có nhiều phụ nữ giúp anh em đồng áng, trở thành ca sĩ, vũ công, bà đồng, thầy thuốc có tiếng hoặc thương nhân thành đạt, hoàn toàn có thể tự mua quần áo cho chính mình. Vài phụ nữ còn tự thành lập các tập thể kéo sợi, tổng hợp nguồn lực của nhiều gia đình khác nhau.

### Giáo dục, văn học và triết học
Triều đình Tây Hán ban đầu đồng thời áp dụng cả giáo lý Pháp gia, Hoàng Lão lẫn Nho giáo trong việc ban hành chính sách cũng như định hình đường lối quốc gia. Tuy nhiên, tới thời Hán Vũ Đế, triều đình bắt đầu độc tôn Nho giáo. Năm 136 TCN, Hán Vũ Đế cách chức tất cả bác sĩ không tiếp nhận kinh điển Nho giáo. Ông khuyến khích quan chức được tiến cử tiếp nhận nền giáo dục nền tảng Nho giáo tại trường Thái học thành lập vào năm 124 TCN.
Nho giáo thời Hán Vũ Đế được Đổng Trọng Thư cải biên có nhiều điểm khác biệt so với Nho giáo nguyên thủy mà Khổng Tử đề xướng. Đổng Trọng Thư tổng hợp tư tưởng đạo đức Nho giáo về lễ nghi, đạo hiếu, nhân nghĩa với thuyết ngũ hành và âm dương. Vì lợi ích của nhà cai trị, ông đã biện minh cho sự tồn tại của hệ thống chính quyền đế quốc trong một trật tự vũ trụ tự nhiên.
Trường Thái học ngày càng đóng vai trò quan trọng khi số học sinh ở đây lên tới 3 vạn người vào thế kỷ thứ 2. Giáo dục nền tảng Nho giáo cũng được cung cấp tại trường học cấp quận hay trường tư ở thị trấn nhỏ, nơi giáo viên kiếm được khoản thu nhập đáng kể từ hoạt động dạy học. Trường học còn được thành lập ở vùng lãnh thổ cực nam, nơi chữ Hán được đưa vào sử dụng nhằm đồng hóa dân địa phương.
Nhiều công trình học thuật quan trọng đã được các học giả nhà Hán xây dựng và nghiên cứu. Các tác phẩm triết học do Dương Hùng, Hoàn Đàm, Vương Sung, Vương Phù viết, đặt câu hỏi về bản chất bẩm sinh của con người là thiện hay ác, thách thức trật tự phổ quát mà Đổng Trọng Thư đưa ra. Sử ký của cha con Tư Mã Đàm, Tư Mã Thiên đặt tiêu chuẩn cho nhiều tác phẩm trong Nhị thập tứ sử, chẳng hạn như Hán thư do ba cha con Ban Bưu, Ban Cố, Ban Chiêu biên soạn. Các bộ từ điển ngôn ngữ cũng đã ra đời, như Thuyết văn giải tự của Hứa Thận và Phương ngôn của Dương Hùng.
Nhiều liệt truyện nhân vật lịch sử được các thân sĩ viết. Thể thơ phú thống trị thi ca nhà Hán, đặc biệt nổi bật thời Hán Vũ Đế.

### Pháp luật và trật tự

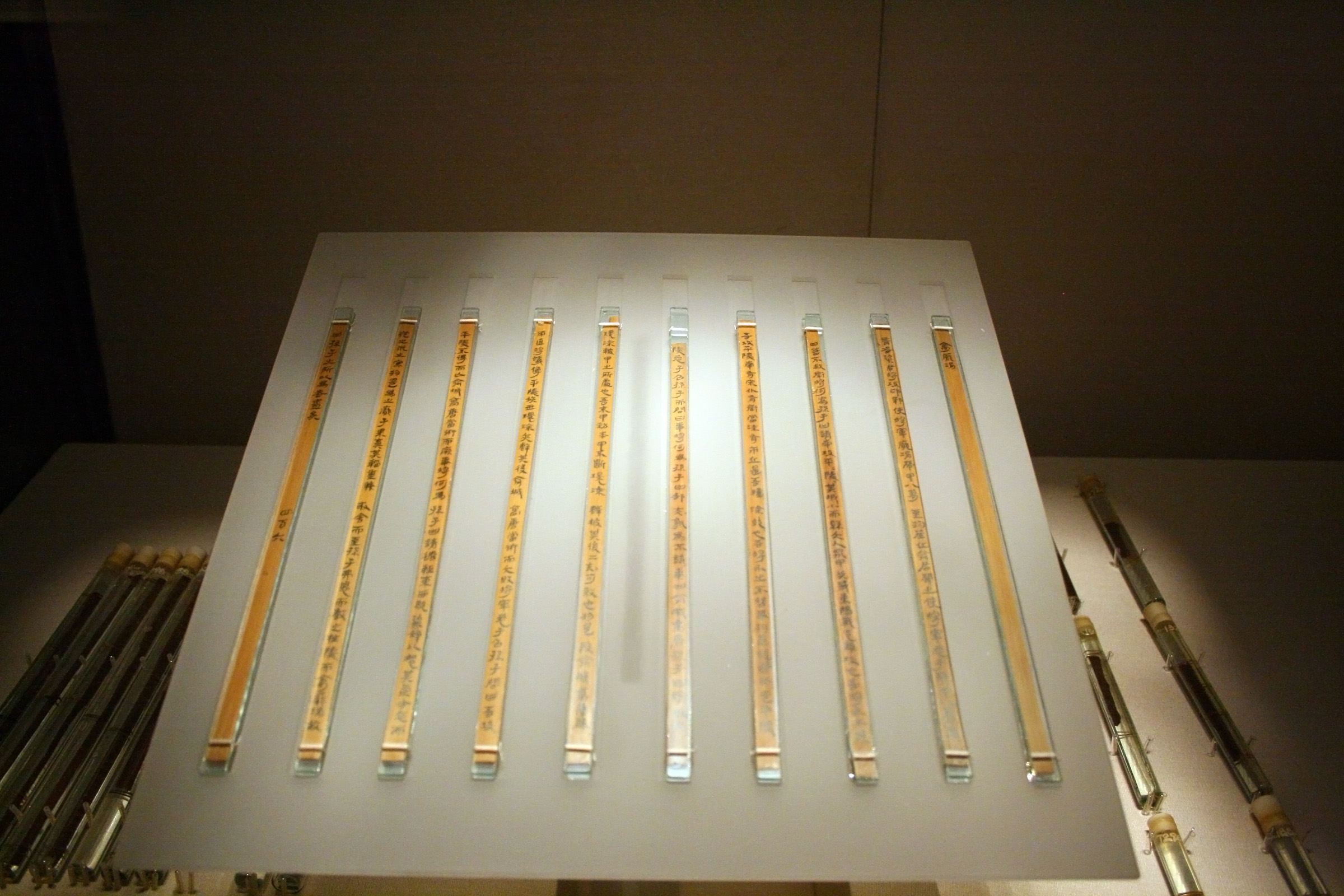
Thẻ tre thời Hán khắc Binh pháp Tôn Tử, khai quật tại núi Ngân Tước, Lâm Nghi, Sơn Đông

Các học giả nhà Hán như Giả Nghị thường lên án nhà Tần là một chế độ tàn bạo. Thế nhưng, bằng chứng khảo cổ từ Trương Gia Sơn và Thụy Hổ Địa lại chỉ ra rằng nhiều đạo luật trong pháp điển nhà Hán do Thừa tướng Tiêu Hà biên soạn, có nguồn gốc từ Tần luật.
Hành vi hiếp dâm, bạo hành thể chất và giết người có thể bị truy tố trước công đường. Mặc dù có ít quyền hơn nam giới, phụ nữ vẫn được phép cáo buộc nam giới tội hình sự và dân sự. Trong khi nghi phạm luôn bị bỏ tù, không hề có hình phạt ngồi tù dành cho tội phạm đã bị kết án. Thay vào đó, những hình phạt thường được áp dụng là phạt tiền, lao động khổ sai và tử hình bằng hình thức chém đầu. Những hình phạt tra tấn cắt xẻo đầu thời nhà Hán đều lấy từ Tần luật. Qua hàng loạt cải cách, loại hình phạt cắt xẻo mới bị bãi bỏ, thay thế bằng hình phạt đánh vào lòng bàn chân ít tàn bạo hơn nhiều.
Hoạt động như một thẩm phán trong các vụ kiện là một trong nhiều nhiệm vụ của Huyện lệnh và Thái thú. Án phức tạp, hệ trọng hoặc chưa được giải quyết thường được chuyển cho Đình úy ở kinh đô, thậm chí là cho hoàng đế. Mỗi huyện chia thành một số hương, mỗi hương do một du kiếu trông coi. Trật tự đô thị được duy trì bởi quan chức chính quyền tại các khu chợ và bởi lại tốt tại các khu dân cư.

### Thực phẩm
Các loài cây trồng thiết yếu được trồng nhiều nhất thời nhà Hán là lúa mì, đại mạch, kê vàng, kê proso, gạo và đậu. Các loài trái cây và rau quả thường được tiêu thụ bao gồm hạt dẻ, lê, mận, đào, dưa, mơ, dâu tây, dương mai, táo tàu, bầu, măng, mù tạt và khoai môn. Các loài động vật thuần hóa thường được tiêu thụ bao gồm gà, uyên ương, ngỗng trời, bò, cừu, lợn, lạc đà và chó (chỉ vài loài chó khác nhau được lai tạo để làm thực phẩm, hầu hết làm vật nuôi trong nhà). Rùa và cá được đánh bắt ở suối và hồ. Các loài động vật săn bắt thường được tiêu thụ bao gồm cú, gà lôi, chim ác, hươu sao, gà so Trung Quốc. Các loại gia vị thường dùng là đường, mật, muối và dầu thực vật. Đồ uống có cồn được tiêu thụ tràn lan.

### Quần áo
Quần áo và chất liệu quần áo phục thuộc vào tầng lớp xã hội của người mặc. Người giàu có thể mua được áo bào lụa, quần xiêm, tất và găng tay, áo khoác làm từ lông lửng hoặc lông cáo, lông vịt, dép lê có dát da, ngọc trai và lót lụa. Nông dân thì thường mặc quần áo làm từ vải gai dầu, len và da chồn.

### Tôn giáo, vũ trụ học và siêu hình học
Người Trung Quốc hiến tế động vật và thực phẩm cho các vị thần, vong linh và tổ tiên tại nhiều đền miếu. Họ cho là tế phẩm sẽ được tiêu thụ ở thế giới tâm linh. Theo quan niệm dân gian, mỗi con người đều có hai phần linh khí: phần hồn, du hành hậu kiếp tới tiên giới và phần phách, vẫn ở lại mộ phần phàm giới, chỉ có thể tái hợp với phần hồn thông qua một nghi lễ.
Hoàng đế là thầy tế cao cấp nhất đất nước. Ông là người trực tiếp hiến tế Thiên đàng, Ngũ phương thượng đế và thần sông, thần núi. Ba cõi Thiên, Địa, Nhân được liên kết với nhau bằng hai chu kỳ tự nhiên âm dương và ngũ hành. Nếu không cư xử theo đúng lễ nghi, luân thường đạo lý, hoàng đế sẽ phá vỡ sự cân bằng tốt đẹp của hai chu kỳ tự nhiên này và gây ra những tai họa thảm khốc như động đất, lũ lụt, hạn hán, dịch bệnh và nạn châu chấu phá hoại mùa màng.

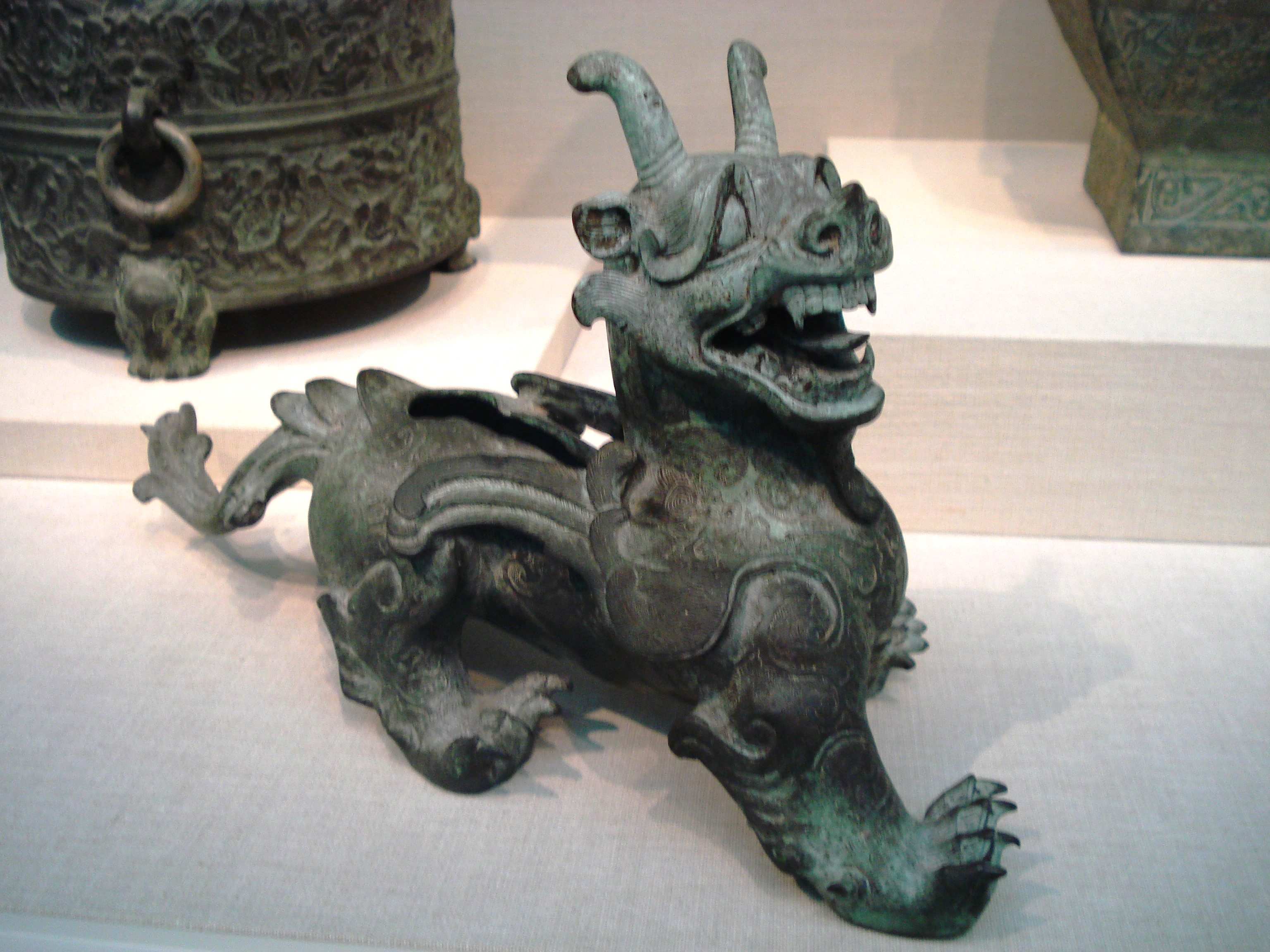
Một bức tượng kỳ lân bằng đồng thời Đông Hán

Truyền thuyết kể rằng người nào đến được vùng đất của Tây Vương Mẫu hoặc chốn Bồng Lai thì có thể trường sinh bất tử. Tu sĩ Đạo giáo thời nhà Hán tập hợp thành những nhóm ẩn sĩ nhỏ, cố gắng có được cuộc sống vĩnh hằng thông qua các bài khí công, kỹ thuật tình dục và tiên đơn thần dược.
Đến thế kỷ thứ 2, tín đồ Đạo giáo thành lập một số xã hội tôn giáo có tôn ti như Ngũ đấu mễ đạo. Thành viên Ngũ đấu mễ đạo tin rằng triết gia Lão Tử là một vị thánh tiên tri, người sẽ ban ơn cứu rỗi và sức khỏe cho bất cứ tín đồ Đạo giáo nào dám xưng tội. Họ cùng nhau tụng niệm Đạo đức kinh và nghiêm cấm thờ các vị thần "ô uế" nhận tế phẩm rượu thịt.
Thời Đông Hán, Phật giáo bắt đầu du nhập vào Trung Quốc qua Con đường Tơ lụa và lần đầu tiên được đề cập vào năm 65. Lưu Anh, em cùng cha khác mẹ với Hán Minh Đế (trị. 57 – 75), là một trong những tín đồ Phật giáo đầu tiên, dù Phật giáo Trung Quốc thời điểm này vẫn còn liên hệ chặt chẽ với Đạo giáo Hoàng Lão. Ngôi chùa Phật giáo đầu tiên được biết đến ở Trung Quốc, chùa Bạch Mã, được xây dựng ngay bên ngoài tường thành Lạc Dương, dưới thời Hán Minh Đế. Trong thế kỷ thứ 2, những bộ kinh Phật quan trọng nhất đã được dịch sang tiếng Trung, bao gồm Tứ thập nhị chương kinh, Bát-nhã tâm kinh, Lăng-nghiêm kinh và Ban chu tam muội kinh.

## Chính quyền và chính trị

### Chính quyền trung ương

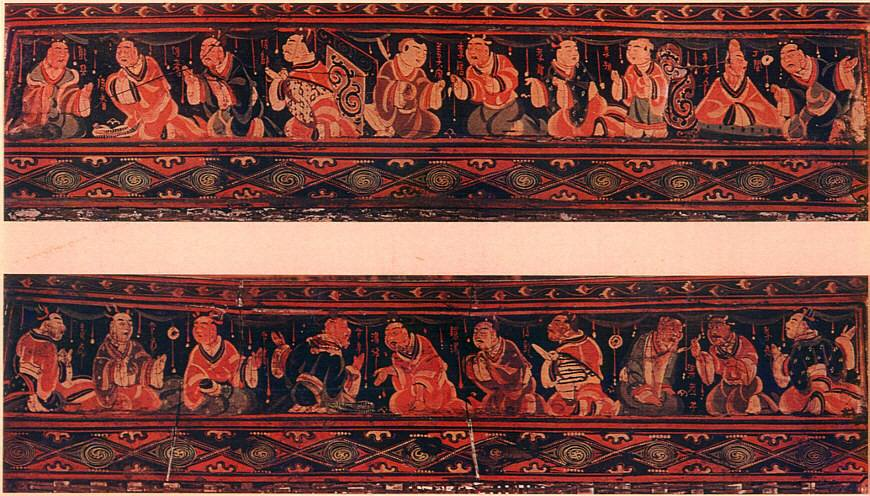
Hình ảnh con cái thể hiện lòng hiếu thảo với cha mẹ trên một bức tranh khắc gỗ. Tác phẩm nghệ thuật này đến từ một chiếc hộp được tìm thấy trong một ngôi mộ từ thời Đông Hán tại quận Lạc Lãng, Bắc Triều Tiên.

Trong chính quyền nhà Hán, hoàng đế là thẩm phán kiêm nhà lập pháp tối cao, tổng tư lệnh các lực lượng vũ trang và là người duy nhất có quyền bổ nhiệm quan chức cấp cao nhất được tiến cử ở trung ương và địa phương, những người hưởng mức lương từ 600 thạch trở lên. Như vậy, trên lý thuyết, hoàng đế nắm quyền lực vô song.
Tuy nhiên, những cơ quan nhà nước có lợi ích cạnh tranh và các thể chế như đình nghị – nơi các đại thần được triệu tập để đạt đồng thuận đa số về một vấn đề – có thể gây sức ép, buộc hoàng đế nghe theo lời khuyên của đại thần khi quyết định chính sách. Dù có nguy cơ làm mất lòng bề tôi, thỉnh thoảng hoàng đế vẫn sẵn sàng bác bỏ quyết định đa số tại đình nghị.
Xếp dưới hoàng đế là Tam công – ba thành viên đứng đầu nội các. Tam công gồm Thừa tướng (hoặc Đại Tư đồ), Ngự sử đại phu (hoặc Đại tư không) và Thái úy (hoặc Đại tư mã).
Thừa tướng, đổi thành Đại tư đồ vào năm 8, chịu trách nhiệm chính trong việc hoạch định ngân sách nhà nước. Những nhiệm vụ khác của Thừa tướng bao gồm quản lý sổ sách dân số và đất đai cấp châu, chủ trì đình nghị, làm thẩm phán và tiến cử hiền tài vào các vị trí cấp cao trong chính phủ. Thừa tướng được toàn quyền bổ nhiệm quan chức hưởng mức lương dưới 600 thạch.
Nhiệm vụ chính của Ngự sử đại phu là tiến hành thủ tục kỷ luật quan chức. Ngoài ra, Ngự sử đại phu còn chia sẻ một vài nhiệm vụ tương tự Thừa tướng, chẳng hạn như nhận báo cáo từ các châu. Tuy nhiên, khi Ngự sử đại phu đổi thành Đại tư không vào năm 8, nhiệm vụ chính của Đại tư không lại là giám sát dự án công.

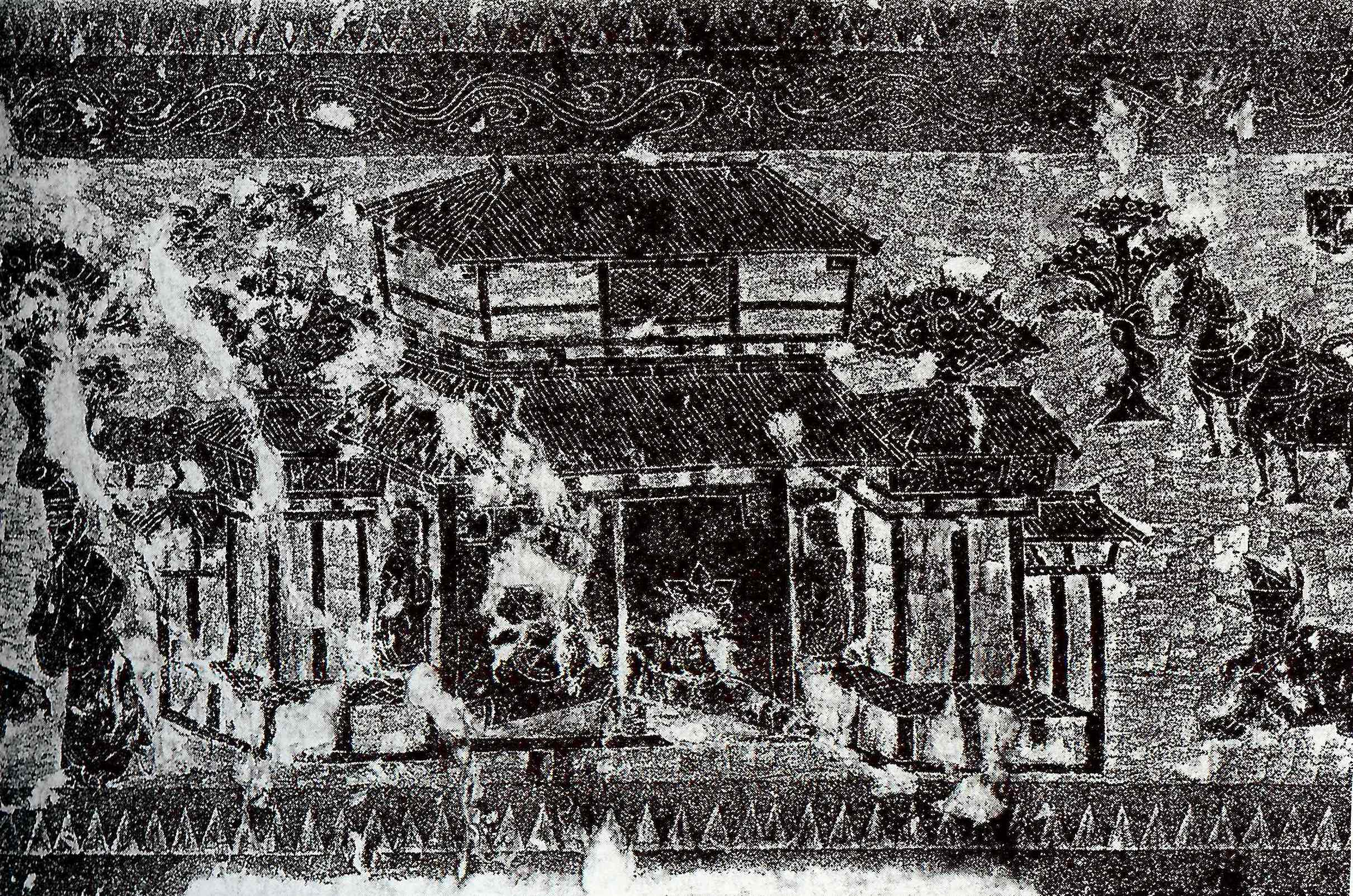
Bức tranh đá khắc cảnh một người dâng tế phẩm ở trước từ đường.

Thái úy hay Đại tư mã là sĩ quan cao cấp nhất, được bổ nhiệm trong một khoảng thời gian nhất định, đảm nhiệm vai trò nhiếp chính thời Tây Hán. Tới thời Đông Hán, Đại tư mã chỉ còn là một chức quan dân sự được chia sẻ nhiều quyền kiểm duyệt hơn so với hai Tam công còn lại.
Xếp dưới Tam công là Cửu khanh – chín thành viên, mỗi thành viên đứng đầu một bộ ngành. Thái thường phụ trách nghi thức tôn giáo, lễ nghi, cầu khấn và duy tu đền miếu thờ cúng tổ tiên. Quan lộc huân bảo vệ hoàng đế cả trong lẫn ngoài hoàng cung hoặc bất cứ nơi nào hoàng đế tuần du bằng xe ngựa.
Vệ úy bảo vệ và tuần tra tường thành, tháp canh, cổng hoàng cung. Thái bộc chăm lo ngựa, chuồng ngựa, xe ngựa, nhà để xe ngựa của hoàng đế và thị thần, đảm bảo ngựa chiến cho lực lượng vũ trang. Đình úy duy trì, quản lý và kiến giải luật pháp. Đại hồng lư phụ trách đón tiếp khách quý triều đình, chẳng hạn như quý tộc và sứ thần nước ngoài.
Tông chính giám sát các đặc ân mà triều đình ban cho quý tộc và hoàng thân, chẳng hạn như lãnh địa và tước vị. Đại tư nông là thủ quỹ của bộ máy hành chính và lực lượng vũ trang, xử lý các khoản thu thuế và đặt ra tiêu chuẩn đo lường. Thiếu phủ phục vụ riêng hoàng đế, cung cấp cho hoàng đế thú vui và trò tiêu khiển, thực phẩm và trang phục, thuốc men và chăm sóc y tế, trang thiết bị và những món đồ giá trị.

### Chính quyền địa phương

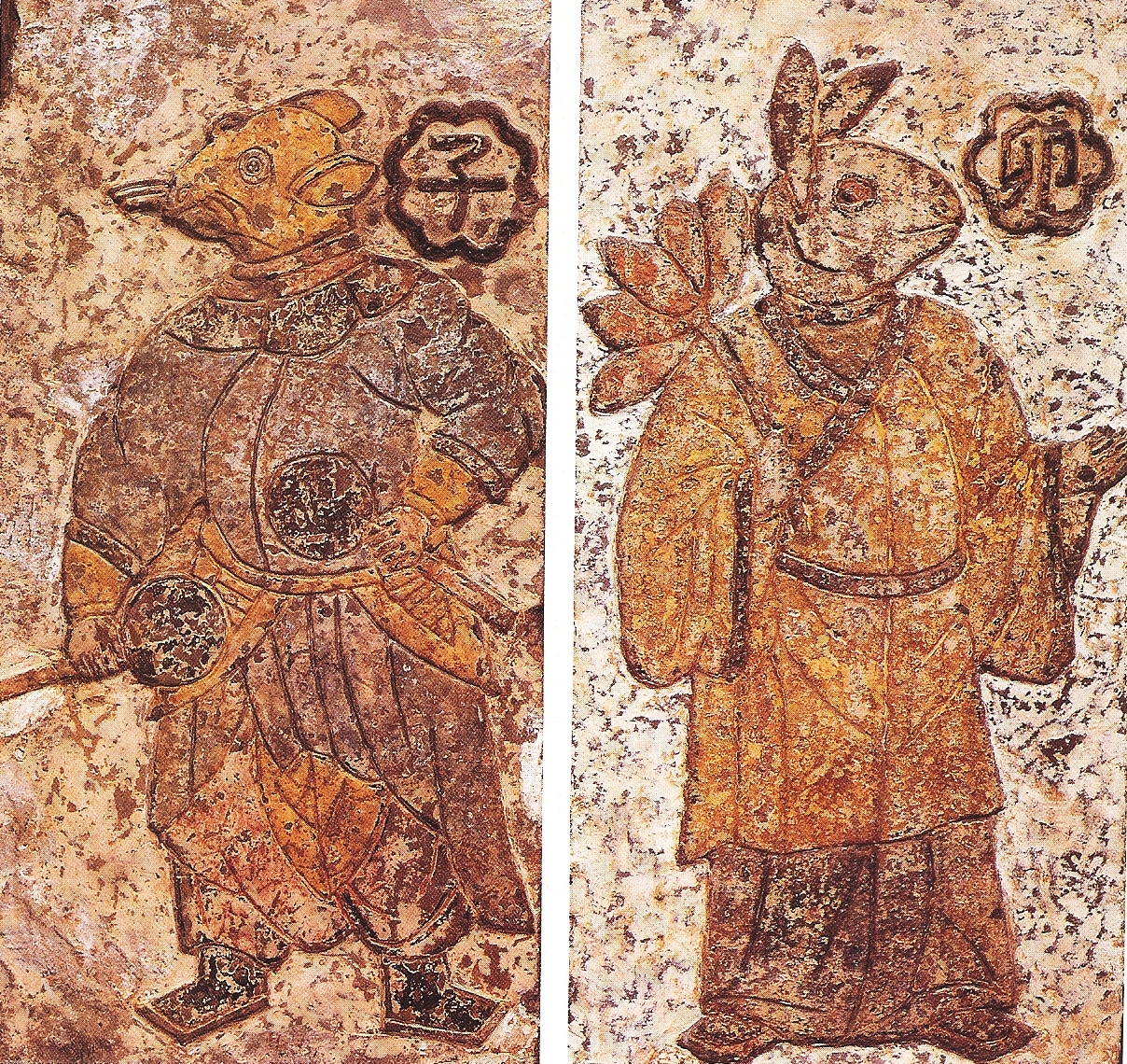
Thú thần hộ mệnh ngày và đêm mặc Hán phục, tranh vẽ gạch men thời Hán; Michael Loewe viết rằng nhân hóa thú vật trong nghệ thuật và tín ngưỡng tôn giáo đã có từ trước thời nhà Hán và vẫn phổ biến trong nửa đầu thời Tây Hán và cả thời Đông Hán.

Đế quốc Hán, ngoại trừ vương quốc và hầu quốc, được phân chia thành ba đơn vị hành chính cơ bản là châu, quận và huyện. Mỗi huyện chia thành nhiều hương, mỗi hương chia thành nhiều lý, mỗi lý có khoảng một trăm gia đình.
Tùy thời kỳ, người đứng đầu một châu có thể là Thứ sử hoặc Châu mục, chịu trách nhiệm thanh tra chính quyền quận và chính quyền vương quốc. Dựa trên báo cáo thanh tra của họ, triều đình sẽ thăng chức, giáng chức, cách chức hoặc truy tố quan chức địa phương.
Thứ sử có thể tự quyết định nhiều vấn đề khác nhau mà không cần thông qua triều đình. Thanh tra cấp thấp hơn thì chỉ nắm quyền hành pháp trong những năm tháng khủng hoảng, được phép tăng cường lực lượng dân quân cấp quận để trấn áp nổi loạn.
Mỗi quận do một Thái thú đứng đầu, được chia thành nhiều huyện. Thái thú đồng thời điều hành dân sự và quân sự, chỉ huy quân đội, thụ lý kiện cáo, hướng dẫn nông dân canh tác vụ mùa, tiến cử nhân tài cho trung ương theo một hệ thống hạn ngạch do Hán Vũ Đế thiết lập. Người đứng đầu huyện lớn với khoảng 1 vạn hộ gia đình được gọi là Lệnh, người đứng đầu huyện nhỏ hơn thì được gọi là Trưởng. Cả Lệnh và Trưởng đều có thể gọi chung là Huyện lệnh. Huyện lệnh duy trì luật pháp và trật tự trên địa bàn, đăng ký thuế cho thường dân, huy động dân phu lao dịch thường niên, sửa chữa trường học và giám sát công trình công.

### Vương quốc và hầu quốc
Mỗi vương quốc bán tự trị – có quy mô gần bằng một quận – được hoàng thân cai trị độc quyền. Trước năm 157 TCN, một vài nhà cai trị vương quốc không phải là hoàng thân, họ được Hán Cao Tổ phong vương để đổi lấy sự phục tùng. Chính quyền vương quốc khá tương đồng với chính quyền trung ương. Chỉ trừ Thừa tướng do hoàng đế trực tiếp bổ nhiệm, các vị vương có toàn quyền bổ nhiệm quan chức dân sự trong vương quốc.
Tuy nhiên, vào năm 145 TCN, sau một số cuộc nổi loạn, Hán Cảnh Đế tước quyền tự bổ nhiệm quan chức hưởng lương trên 400 thạch của các vị vương. Tam công và Cửu khanh (trừ Thái bộc) ở mọi vương quốc đều bị bãi bỏ, Thừa tướng thì vẫn do chính quyền trung ương bổ nhiệm.
Với loạt cải cách trên, các vị vương chỉ còn là người đứng đầu vương quốc trên danh nghĩa. Họ vẫn được biến một phần thuế thu trong vương quốc thành thu nhập cá nhân. Quan chức vương quốc hoàn toàn do chính quyền trung ương bổ nhiệm. Thừa tướng vương quốc thì chỉ ngang hàng với Huyện lệnh. Tương tự các vị vương, các vị hầu cũng có quyền biến một phần thuế thu trong hầu quốc thành thu nhập cá nhân.
Cho đến tận thời Hán Cảnh Đế, hoàng đế luôn gặp rất nhiều khó khăn trong việc kiểm soát các vị vương chư hầu, vì họ thường xuyên hợp tác với Thiền vu Hung Nô mỗi khi hoàng đế đẩy mạnh tập quyền. Chỉ trong vòng bảy năm thời Hán Cao Tổ, đã có tới ba vị vương và một vị hầu đào tẩu hoặc liên minh với Hung Nô. Ngay cả hoàng thân cũng có khi mời gọi Hung Nô xâm lược để đối phó với nguy cơ bị hoàng đế tước quyền. Hán Cao Tổ đã ký kết một hiệp ước với Thiền vu Mặc Đốn để phân định rõ ràng quyền hạn đôi bên, công nhận lẫn nhau là quốc chủ, đại diện duy nhất của dân tộc mình đang cai trị, củng cố hữu nghị bằng một liên minh hôn nhân hoàng gia. Năm 154 TCN, Hán Cảnh Đế tiêu diệt hết các vị vương làm phản. Từ năm 147 TCN, một số vị vương chư hầu không còn dám thần phục Hung Nô như trước mà buộc phải trung thành tuyệt đối với hoàng đế. Đa số quan chức triều đình nhà Hán ban đầu phản đối ý tưởng xâm lược lãnh thổ Hung Nô. Những người Hung Nô đầu hàng nhà Hán được tập hợp thành một cấu trúc quân sự, chính trị song song, phục tùng hoàng đế, mở ra cho quân đội nhà Hán cơ hội thách thức kỵ binh Hung Nô trên thảo nguyên. Điều này cũng kết nối nhà Hán với mạng lưới thành bang ở Lòng chảo Tarim, cho phép nhà Hán từ một quốc gia tầm khu vực trở thành một đế chế đa quốc gia, thông qua liên minh hôn nhân với cường quốc thảo nguyên Ô Tôn.

### Quân đội

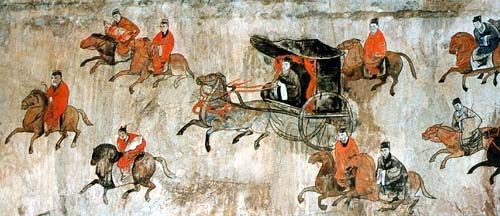
Một bức tranh tường khắc họa chiến mã và chiến xa trong khu lăng mộ Tá Hổ Đình, Trịnh Châu, Hà Nam

Đầu thời nhà Hán, mọi thường dân nam giới ở độ tuổi 23 đều phải thi hành nghĩa vụ quân sự bắt buộc. Sau thời Hán Chiêu Đế (trị. 87 TCN – 74 TCN), độ tuổi nhập ngũ tối thiểu giảm xuống còn 20. Lính nghĩa vụ phải trải qua một năm huấn luyện và một năm phục vụ không chuyên. Họ được huấn luyện ở một trong ba quân chủng: bộ binh, kỵ binh và thủy binh. Hết thời gian tại ngũ, nam giới vẫn phải tiếp tục rèn dũa kỹ năng, vì năm nào họ cũng được quân đội kiểm tra mức độ sẵn sàng chiến đấu và có thể lại phải nhập ngũ trong tương lai. Điều này chỉ chấm dứt sau năm 30 với việc triều đình bãi bỏ phần lớn chế độ quân dịch bắt buộc. Trong một năm phục vụ không chuyên, lính nghĩa vụ có thể phục vụ tại biên cương, trong triều đình vương quốc hoặc dưới quyền Vệ úy. Có một đội quân chuyên nghiệp nhỏ luôn đóng quân gần kinh đô.
Thời Đông Hán, nam giới có thể tránh thi hành nghĩa vụ quân sự nếu chịu nộp bù một khoản thuế. Triều đình Đông Hán ưu tiên tuyển mộ quân tình nguyện. Nam quân là quân tình nguyện, trong khi Bắc quân là quân chuyên nghiệp, đóng quân ở kinh đô và vùng lân cận. Do Hiệu úy lãnh đạo, Bắc quân chia thành năm trung đoàn, mỗi trung đoàn gồm vài ngàn binh lính. Sau năm 189, chính quyền trung ương sụp đổ, điền chủ giàu có, quý tộc và thống đốc quân sự địa phương tự xây dựng quân đội riêng – gọi là bộ khúc – từ chính các môn khách dưới trướng.
Giữa những năm tháng chiến loạn, quân tình nguyện ngày càng chiếm ưu thế, một lượng lớn dân quân đã được tuyển mộ trên khắp cả nước để bổ sung cho Bắc quân. Lúc này, với sự mở rộng quy mô Bắc quân, mỗi Tướng quân sẽ lãnh đạo một sư đoàn được chia thành nhiều trung đoàn do Hiệu úy hoặc Tư mã chỉ huy. Trung đoàn lại được chia thành nhiều đại đội do Hậu chỉ huy. Trung đội là đơn vị thấp nhất.

## Kinh tế

### Tiền tệ
Nhà Hán tiếp tục lưu hành tiền xu bán lạng của nhà Tần. Đầu thời nhà Hán, Hán Cao Tổ quyết định đóng cửa xưởng đúc tiền chính phủ để ủng hộ xưởng đúc tiền tư nhân. Quyết định này được vợ ông là Lã hậu đảo ngược vào năm 186 TCN. Năm 182 TCN, Lã hậu cho phát hành một loại tiền xu đồng có khối lượng nhẹ hơn nhiều so với những loại tiền xu tiền nhiệm. Điều này gây ra tình trạng lạm phát diện rộng mà mãi đến năm 175 TCN mới chấm dứt, khi Hán Văn Đế yêu cầu các xưởng đúc tiền tư nhân sản xuất tiền xu có khối lượng chính xác là 2,6 g.
Năm 144 TCN, Hán Cảnh Đế cấm tư nhân đúc tiền, ưu tiên để trung ương và chính quyền cấp quận đúc tiền. Năm 120 TCN, Hán Vũ Đế cho phát hành thêm một loại tiền xu mới. Một năm sau, ông bãi bỏ hoàn toàn bán lạng để lưu hành duy nhất tiền xu ngũ thù, nặng 3,2 g. Ngũ thù tiếp tục là tiền xu tiêu chuẩn ở Trung Quốc cho tới tận thời nhà Đường (618 – 907). Nó tạm ngừng lưu hành thời gian ngắn khi bị Vương Mãng thay thế bằng một số loại tiền tệ mới và tiếp tục lưu hành vào năm 40, thời Hán Quang Vũ Đế.
Vì tiền xu đúc ở các quận thường kém chất lượng và không đủ khối lượng, chính quyền trung ương quyết định đóng cửa các xưởng đúc tiền cấp quận và độc quyền phát hành tiền xu kể từ năm 113 TCN. Việc phát hành tiền xu ban đầu do Thủy hành đô úy giám sát, tới thời Đông Hán thì do Đại tư nông giám sát.

### Thuế và tài sản

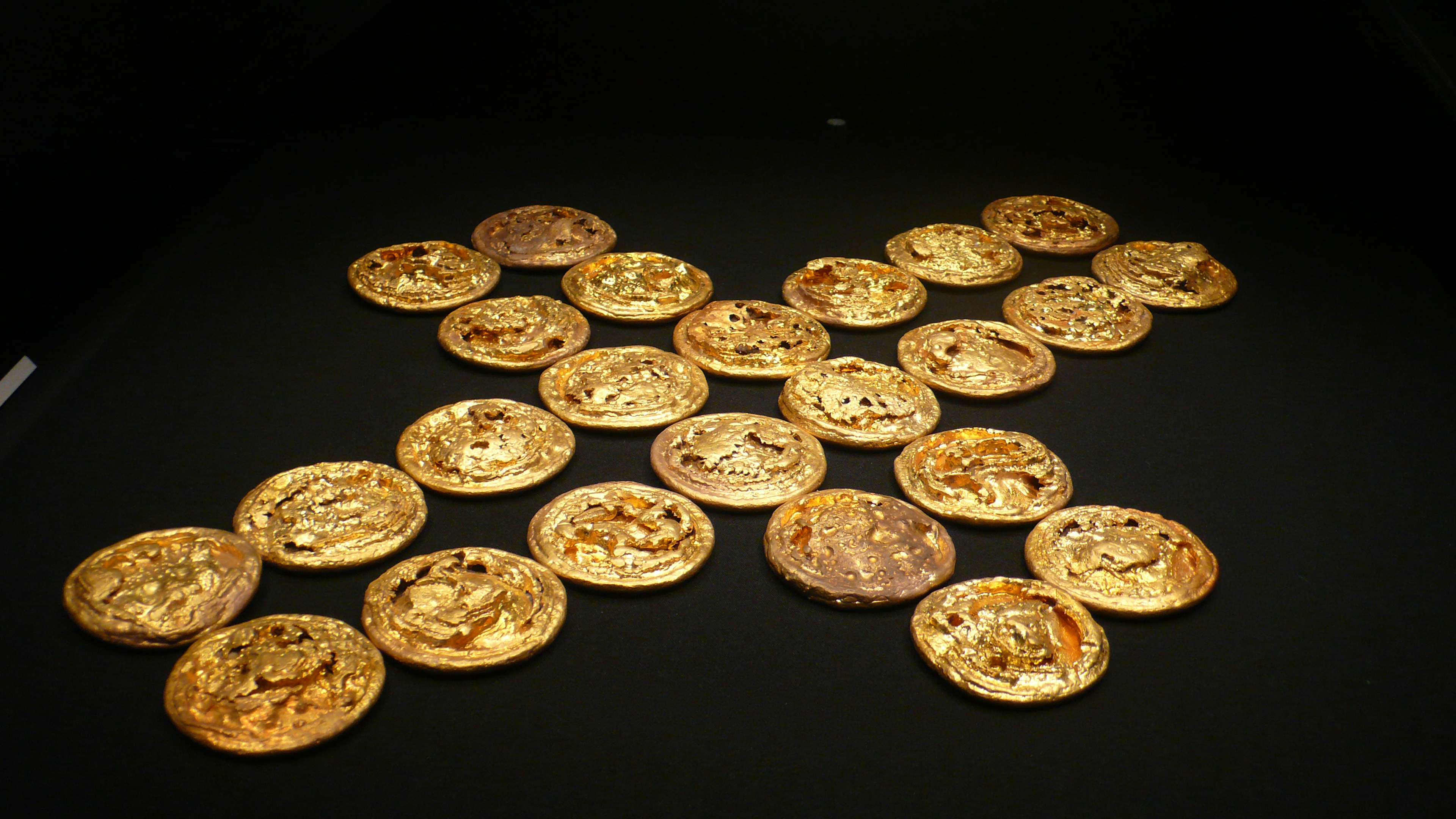
Tiền vàng thời Đông Hán

Ngoài thuế đất mà điền chủ phải trả bằng một phần hoa lợi, thuế khoán và thuế tài sản đều phải trả bằng tiền xu. Mức thuế khoán hàng năm đối với nam giới và nữ giới trưởng thành là 120 xu, đối với trẻ vị thành niên là 20 xu, đối với thương nhân là 240 xu. Thuế khoán chính là động lực thúc đẩy nền kinh tế tiền tệ, từ năm 118 TCN đến năm 5, hơn 28 tỷ đồng tiền xu đã được đúc, trung bình 220 triệu đồng một năm.
Việc lưu hành rộng rãi tiền xu giúp thương nhân giàu có mua thêm nhiều đất đai, vô tình để quyền lực rơi vào tay chính tầng lớp mà chính quyền ra sức đàn áp, thông qua hàng loạt loại thuế thương mại và thuế tài sản nặng nề. Hán Vũ Đế thậm chí đã ban hành cả luật cấm thương nhân đăng ký sở hữu đất, thế nhưng, nhiều thương nhân quyền lực vẫn khéo léo lách luật và sở hữu bạt ngàn đất đai.
Tiểu điền chủ là tầng lớp đóng thuế nhiều nhất, nguồn thu từ họ bị đe dọa trong nửa sau thời Đông Hán, khi nhiều nông dân lâm vào cảnh nợ nần và buộc phải làm thuê cho các đại điền chủ giàu có. Chính quyền nhà Hán từng ban hành một số cải cách để tiểu điền chủ không mắc nợ và có đất trồng trọt. Những chính sách này bao gồm giảm thuế, tạm miễn thuế, mở khoản vay cho nông dân, sắp xếp để nông dân mất đất sinh sống và làm việc trong các đồn điền cho đến khi họ trả hết nợ.
Thuế đất mỗi hộ gia đình giảm từ 1/15 hoa lợi xuống còn 1/30 vào năm 168 TCN, chỉ còn 1/100 trong những thập kỷ cuối triều đại. Chính quyền đã phải bù đắp thuế đất bằng cách tăng thuế tài sản.
Thuế lao động được đánh dưới hình thức lao dịch bắt buộc thường niên, áp dụng với nam giới tuổi từ 15 đến 56. Thời Đông Hán, khi lao động làm thuê đã trở nên phổ biến, thuế miễn trừ lao dịch ra đời.

### Sản xuất tư nhân và độc quyền chính phủ

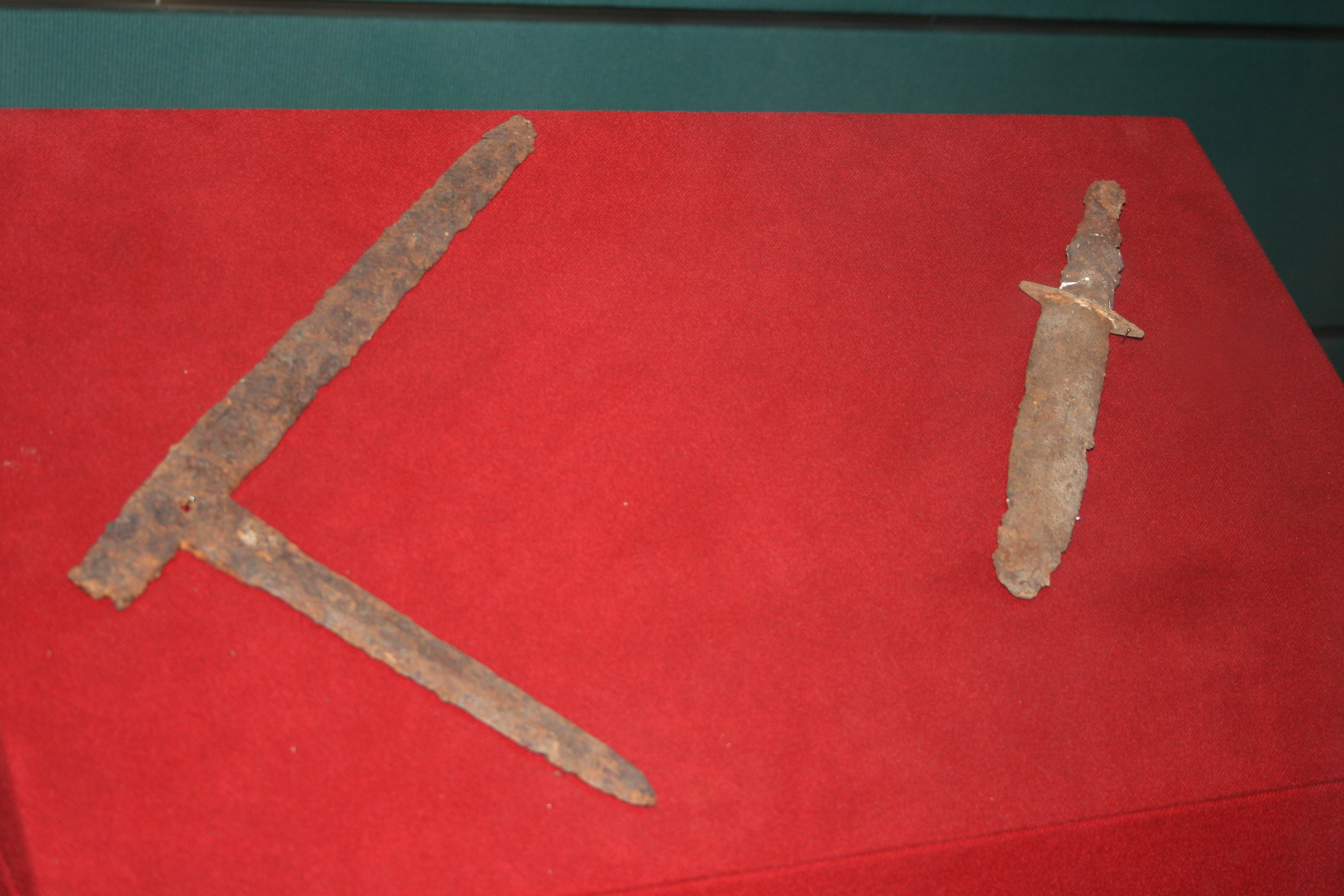
Kích và dao sắt thời Hán

Đầu thời Tây Hán, mọi nhà công nghiệp muối hoặc sắt, dù là một vị vương hay một thương nhân giàu có, đều có thể tự hào vì sở hữu khối tài sản ngang ngửa quốc khố và nắm trong tay lực lượng lao động nông dân trên ngàn người. Điều này khiến nông dân lũ lượt bỏ ruộng và làm chính phủ thất thu đáng kể thuế đất. Để loại bỏ ảnh hưởng của thương nhân, Hán Vũ Đế quốc hữu hóa công nghiệp muối và sắt vào năm 117 TCN, cho phép nhiều cựu thương nhân trở thành quan chức quản lý các công ty độc quyền chính phủ. Tới thời Đông Hán, triều đình bãi bỏ độc quyền chính phủ nhằm ủng hộ sản xuất cấp quận huyện và sản xuất tư nhân.
Rượu cũng là một mảng công nghiệp tư nhân sinh lời khác mà triều đình đã quốc hữu hóa vào năm 98 TCN. Năm 81 TCN, độc quyền rượu bị bãi bỏ. Đối với mua bán rượu tư nhân, triều đình đánh thuế tài sản 2 xu cho mỗi 0,2 L rượu. Đến năm 110 TCN, Hán Vũ Đế tiếp tục can thiệp vào hoạt động buôn bán ngũ cốc có lãi, chống đầu cơ bằng cách bán ngũ cốc do chính phủ tích trữ với giá thấp hơn thương nhân. Ngoại trừ việc Hán Minh Đế từng thành lập một cơ quan bình chuẩn tồn tại trong thời gian ngắn, triều đình Đông Hán hầu như không ban hành quy định kiểm soát giá cả.

## Khoa học và công nghệ

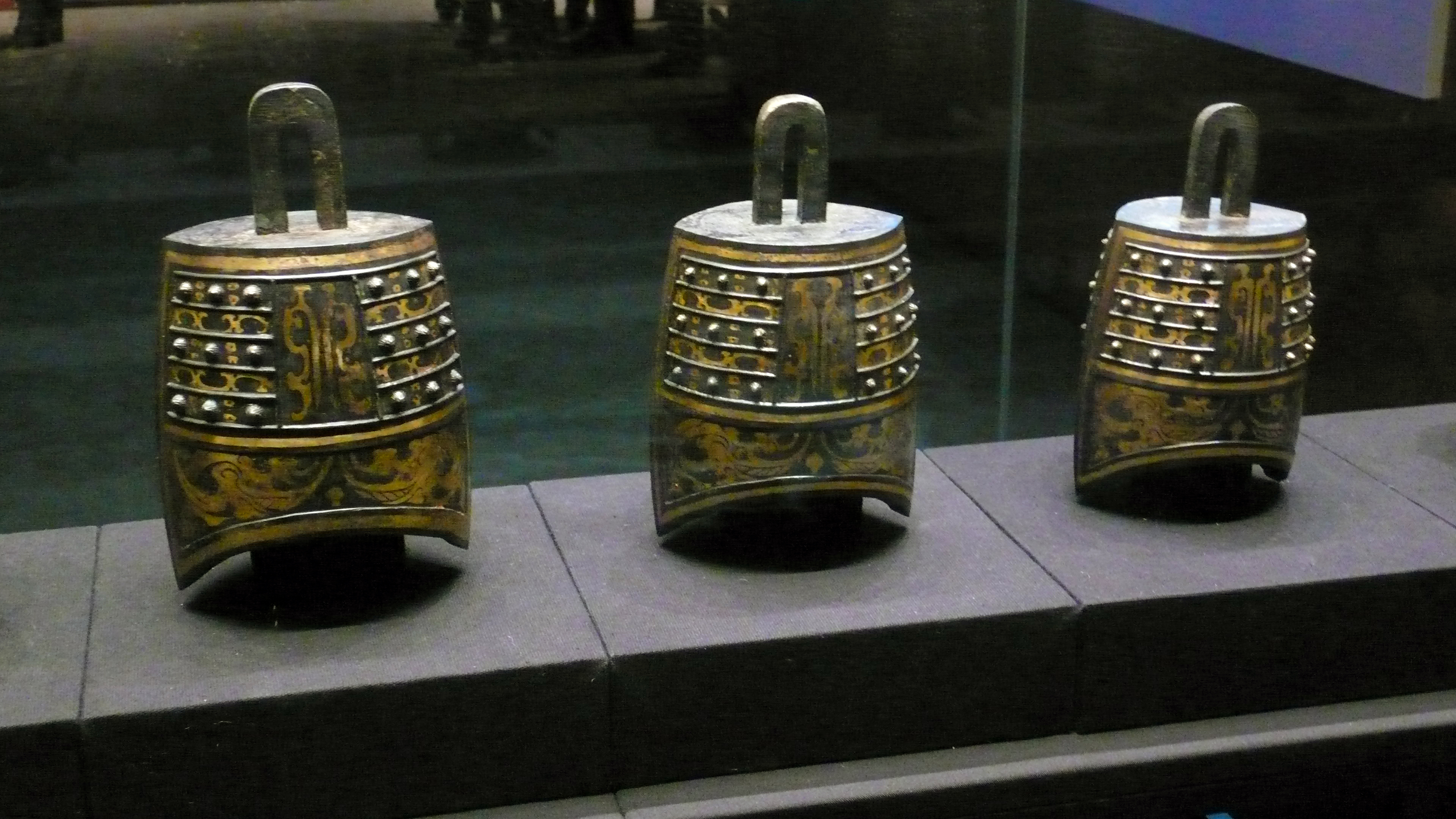
Chuông đồng thời Tây Hán

Khi nghiên cứu lịch sử phát triển khoa học và công nghệ Trung Quốc, nhà Hán là một thời kỳ đặc biệt, có tốc độ phát triển khoa học và công nghệ sánh ngang với nhà Tống (960 – 1279).

### Vật liệu viết
Vào thiên niên kỷ thứ 1 TCN, vật liệu viết chủ yếu ở Trung Quốc là đồ đồng, xương động vật, bảng tre hoặc gỗ. Đầu thời nhà Hán, vật liệu viết chính thường là đất sét, vải lụa, giấy gai dầu và ống quyển thẻ tre đan bằng dây gai dầu.
Mảnh giấy gai dầu cổ nhất được tìm thấy ở Trung Quốc có niên đại vào khoảng thế kỷ thứ 2 TCN. Quy trình sản xuất giấy tiêu chuẩn do Thái Luân phát minh vào năm 105. Mảnh giấy có chữ viết lâu đời nhất còn sót lại được tìm thấy trong đống đổ nát của một tháp canh bỏ hoang từ năm 110 ở Nội Mông.

### Luyện kim và nông nghiệp

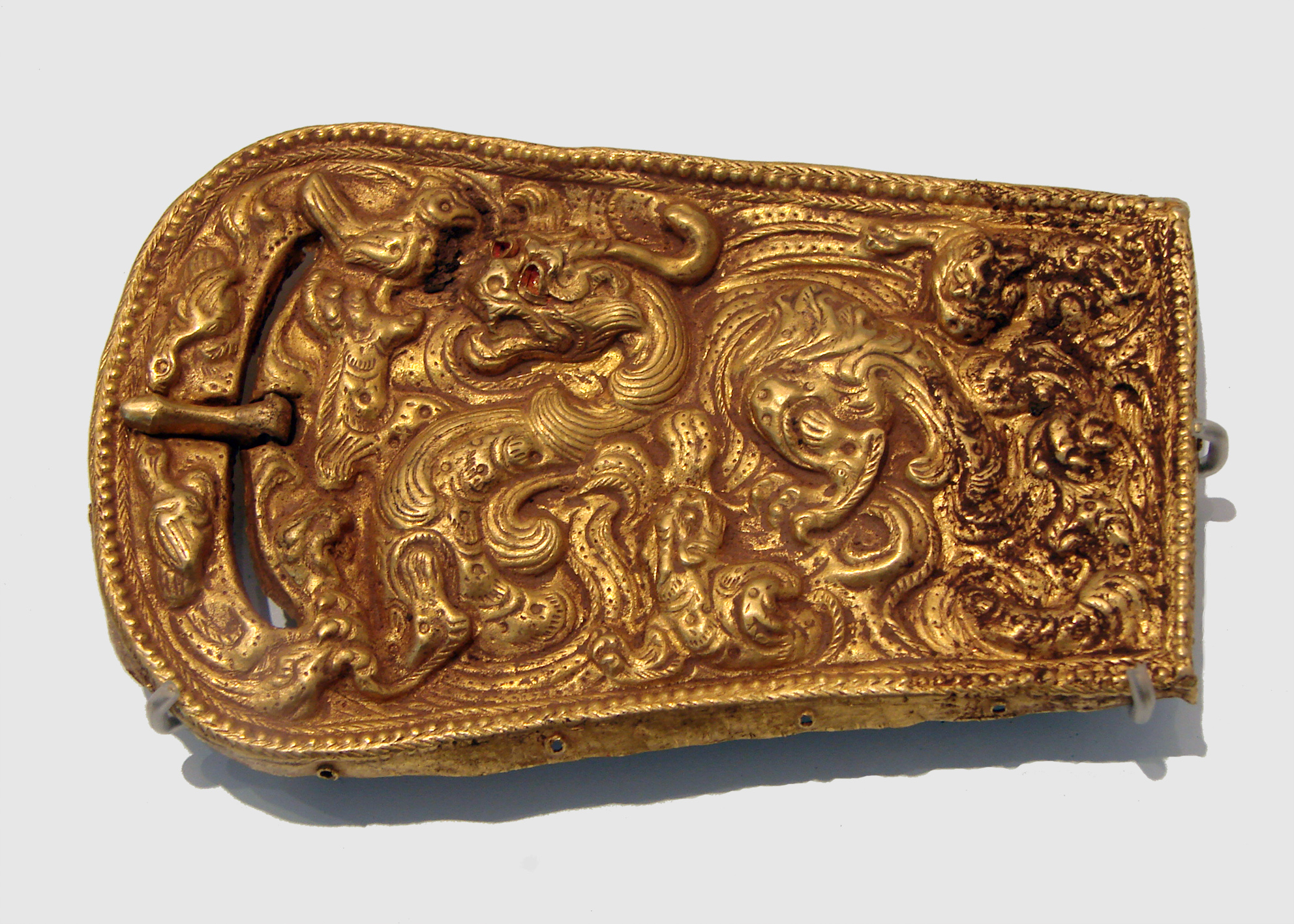
Mặt thắt lưng trang trí bằng vàng chạm trổ hình thần thú cuối thời Hán.

Dựa trên bằng chứng khảo cổ, ngay từ thời Xuân Thu, người Trung Quốc đã sử dụng lò cao để nấu quặng sắt thô thành gang. Ở Trung Quốc cổ đại, lò tinh luyện chưa ra đời. Tuy nhiên, tới thời nhà Hán, người Trung Quốc cũng đã biết rèn sắt bằng cách thổi oxy vào lò cao và kích hoạt quá trình khử cacbon. Có thể biến gang và gang thỏi thành sắt rèn hoặc thép thông qua một quy trình tinh luyện.
Người Trung Quốc thời Hán dùng đồng và sắt để chế tạo nhiều loại vũ khí, dụng cụ nấu nướng, công cụ làm mộc và đồ gia dụng. Nhờ những cải tiến trong kỹ thuật luyện gang mà một số loại nông cụ mới đã ra đời. Máy gieo hạt ba chân được phát minh vào thế kỷ thứ 2 TCN, cho phép nông dân dễ dàng gieo hạt theo hàng mà không cần trực tiếp dùng tay. Máy cày sắt thô sơ cũng được phát minh vào thời nhà Hán. Để vận hành máy cày chỉ cần một người điều khiển và hai con bò kéo. Mỗi máy cày gồm ba lưỡi cày, một hộp đựng hạt giống gieo trồng, một công cụ làm tơi đất, có thể giúp nông dân cày 45,730 m² đất một ngày.
Để bảo vệ cây trồng khỏi gió và hạn hán, thời Hán Vũ Đế, Triệu Quá đã sáng tạo ra phương pháp đại điền pháp thay đổi vị trí luống đất trồng giữa các mùa sinh trưởng. Sau khi thử nghiệm mang lại kết quả thành công, triều đình quyết định tài trợ và khuyến khích nông dân triển khai đại điền pháp. Nông dân thời Hán cũng áp dụng phương pháp ao điền đào hố sâu bón nhiều phân, không cần cày xới đất và phù hợp với địa hình dốc. Nông dân miền nam và một phần miền trung Trung Quốc trồng lúa trên ruộng bậc thang, trong khi nông dân dọc sông Hoài lại hay du canh.

### Công trình kết cấu và địa kỹ thuật
Gỗ xẻ là vật liệu xây dựng chính thời nhà Hán. Nó được sử dụng để xây dựng hoàng cung, nhà lầu, hội trường và nhà một tầng. Vì gỗ thì rất nhanh mục, bằng chứng kiến trúc gỗ thời nhà Hán duy nhất còn sót lại là một bộ sưu tập ngói gốm. Hội trường gỗ lâu đời nhất còn tồn tại ở Trung Quốc thuộc về nhà Đường (618 – 907). Nhà sử học kiến trúc Robert L. Thorp chỉ ra sự khan hiếm di tích khảo cổ thời Hán và khẳng định rằng các nguồn văn học và nghệ thuật thời Hán mà các nhà sử học dùng để tìm manh mối về kiến trúc Hán đã tuyệt chủng thường không đáng tin cậy.
Tuy toàn bộ công trình kiến trúc gỗ đều đã không còn, nhiều tàn tích thời Hán bằng gạch, đá và đất nện vẫn còn nguyên vẹn. Chúng bao gồm khuyết đá, mộ thất bằng gạch, tường thành đất nện, tháp báo hiệu bằng gạch và đất nện, vài đoạn Vạn lý Trường thành đất nện, nền đất hội trường cũ, và hai pháo đài đất nện ở Cam Túc. Tàn tích tường đất nện bao quanh hai kinh đô Trường An và Lạc Dương vẫn còn tồn tại, cùng hệ thống xử lý nước thải gồm các mái vòm bằng gạch, mương, và ống nước bằng gốm. 29 khuyết đá thời Hán dựng trước ngõ vào khu đền thờ và lăng mộ, mô phỏng lại một số thành phần kết cấu bằng gỗ và gốm như mái lợp, mái hiên, lan can.
Nhà có sân là kiểu nhà phổ biến nhất được miêu tả trong các tác phẩm nghệ thuật thời nhà Hán. Mô hình gốm của một số công trình kiến trúc mà người ta tìm thấy trong các ngôi mộ thời nhà Hán, có lẽ được dùng làm nơi cư ngụ cho người chết ở thế giới bên kia, cung cấp nhiều manh mối có giá trị về những kiến trúc gỗ đã tuyệt chủng. Ví dụ, thiết kế nghệ thuật trên mái ngói mô hình thỉnh thoảng trùng khớp với mái ngói thật tại các di chỉ khảo cổ.
Hơn mười ngôi mộ dưới lòng đất thời nhà Hán đã được tìm thấy, rất nhiều trong số đó có cổng vòm, buồng khung vòm và mái vòm. Tuy nhiên, vẫn chưa biết khung vòm và mái vòm bằng gạch có trong kiến trúc trên mặt đất thời Hán hay không.
Từ nguồn tư liệu văn học, người ta biết rằng cầu dầm gỗ, cầu vòm, cầu treo thô sơ và cầu phao đã từng tồn tại vào thời nhà Hán. Tuy nhiên, cầu vòm chỉ được khắc họa trong hai tư liệu văn học và một tác phẩm phù điêu ở Tứ Xuyên.
Người Trung Quốc thời Hán đào những hố khai khoáng có độ sâu hơn 100 m để khai thác quặng kim loại. Họ khoan giếng và dùng cần trục để khai thác nước muối cô đặc rồi đem chưng cất thành muối hạt. Lò chưng cất muối được làm nóng bằng khí tự nhiên dẫn lên bề mặt qua đường ống tre. Mỗi giếng khoan nước muối có độ sâu khoảng 600 m.

### Cơ khí và thủy lực

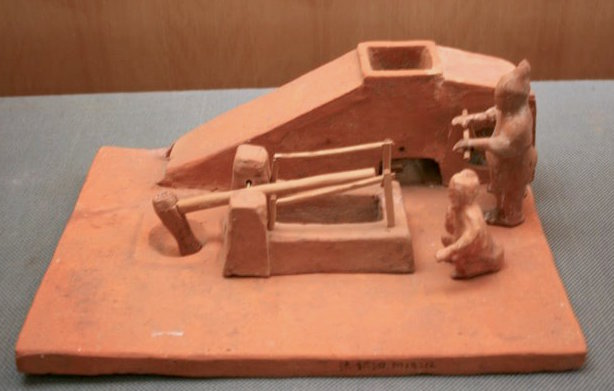
Mô hình gốm thời Hán mô tả cảnh hai người đàn ông đang vận hành máy phong phiến xa bằng tay quay, và một chiếc búa đòn bẩy đập ngũ cốc

Bằng chứng kỹ thuật cơ khí thời Hán phần lớn đến từ ghi chép quan sát chọn lọc của các học giả Nho giáo, những người đôi khi không quan tâm tới khoa học, xem nghiên cứu khoa học và kỹ thuật không phải là công việc tương xứng với mình. Kỹ sư và nghệ nhân lành nghề – gọi chung là tượng – không để lại ghi chép chi tiết sản phẩm mà họ làm ra. Học giả thời Hán, vì có ít hoặc không có chuyên môn kỹ thuật cơ khí, đôi khi cung cấp không đầy đủ thông tin về những công nghệ khác nhau mà họ mô tả. Dù vậy, từ những nguồn văn học thời Hán, vẫn có thể chắt lọc được một vài thông tin kỹ thuật cốt yếu.
Năm 15 TCN, triết gia kiêm nhà văn Dương Hùng đã mô tả phát minh dây đai truyền động dành cho máy xoắn giấy, đóng vai trò rất quan trọng trong ngành dệt may thuở sơ khai. Những phát minh của kỹ sư cơ khí kiêm thợ thủ công Đinh Hoãn được nhắc đến trong Tây Kinh tạp ký. Vào khoảng năm 180, Đinh Hoãn thiết kế một chiếc quạt gió chạy bằng sức người để làm mát không khí trong cung. Ông từng dùng gimbal làm trụ đỡ cho một trong những chiếc lư hương của mình và là người phát minh ra đèn zoetrope.
Các nhà khảo cổ học phát hiện ra nhiều tác phẩm nghệ thuật thời Hán mô phỏng một số phát minh vốn không được đề cập trong nguồn văn học. Từ các mô hình nhỏ trong lăng mộ, có thể thấy tay quay đã được áp dụng để vận hành các cánh quạt của phong phiến xa, một loại máy tách vỏ ngũ cốc. Hành trình kế dạng xe đẩy, phát minh vào thời nhà Hán, đặc trưng bởi những hình nhân cơ học gõ trống hoặc chiêng để biểu thị khoảng cách. Dù đã xuất hiện trong các tác phẩm nghệ thuật từ thế kỷ thứ 2, mãi tới thế kỷ thứ 3, hành trình kế mới được miêu tả chi tiết bằng văn bản.
Người ta cũng khai quật được một vài mẫu vật thiết bị thời Hán không được đề cập trong bất kỳ nguồn văn học nào, chẳng hạn như thước cặp bằng kim loại được thợ thủ công dùng để thực hiện phép đo phút. Những chiếc thước cặp này có khắc chính xác ngày tháng mà chúng được sản xuất.

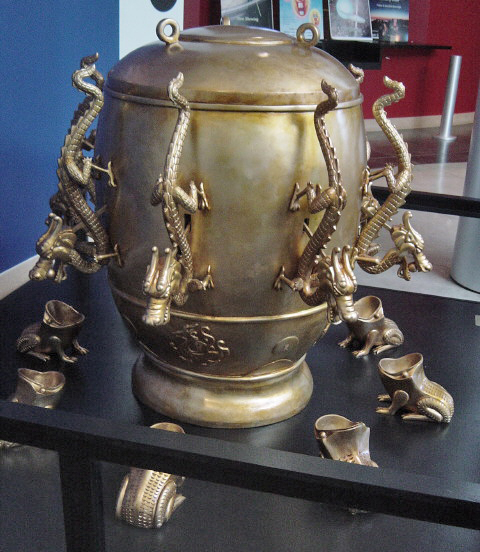
Bản phục chế hiện đại của hậu phong địa động nghi

Guồng nước cũng xuất hiện trong các ghi chép thời Hán. Như những gì Hoàn Đàm đã miêu tả vào khoảng năm 20, guồng nước truyền động cho bánh răng nâng búa đòn bẩy để đập và xát bóng ngũ cốc. Tuy nhiên, không hề có bằng chứng đầy đủ về sự tồn tại của cối xay nước ở Trung Quốc cho tới khoảng thế kỷ thứ 5. Thái thú quận Nam Dương và kỹ sư Đỗ Thi đã tạo ra một máy pít tông chạy bằng guồng nước, hoạt động như một máy thổi để nấu chảy sắt. Guồng nước cung cấp năng lượng cho các máy bơm xích đưa nước lên kênh rạch thủy lợi. Bơm xích lần đầu tiên được đề cập vào thế kỷ thứ nhất, trong Luận hoành của Vương Sung.
Hỗn thiên nghi, một mô hình ba chiều mô phỏng quỹ đạo thiên thể, được phát minh vào thế kỷ thứ nhất TCN. Sử dụng đồng hồ nước, guồng nước và một loạt bánh răng, nhà thiên văn học Trương Hành đã có thể tạo ra chuyển động quay cơ học cho hỗn thiên nghi của mình. Để giải quyết vấn đề bấm giờ chậm trên cột áp của đồng hồ nước, Trương Hành là người đầu tiên ở Trung Quốc lắp đặt thêm một két chứa bổ sung nằm giữa bể chứa nước và bình đựng nước đầu vào.
Trương Hành phát minh ra một thiết bị mà ông đặt tên là hậu phong địa động nghi, được nhà Hán học Joseph Needham tán tụng là "tổ tiên của mọi loại địa chấn kế". Thiết bị này có thể phát hiện hướng chính và hướng trung gian của các trận động đất từ khoảng cách hàng trăm km. Nó sử dụng một con lắc ngược, khi bị nhiễu bởi rung chấn, sẽ kích hoạt bộ bánh răng thả một quả cầu kim loại từ một trong tám miệng rồng (đại diện cho tám hướng) vào miệng cóc kim loại.
Hậu Hán thư có mô tả về địa chấn kế của Trương Hành, trong một lần, một trong những quả cầu kim loại đã rơi xuống miệng cóc trong khi tất cả người đứng quan sát đều không cảm nhận được rung chấn. Chỉ vài ngày sau, người ta nhận được tin một trận động đất đã xảy ra ở quận Lũng Tây (tỉnh Cam Túc ngày nay), đúng theo hướng mà địa chấn kế báo. Điều này buộc triều đình phải công nhận tính hiệu quả của địa chấn kế do Trương Hành phát minh.

### Toán học

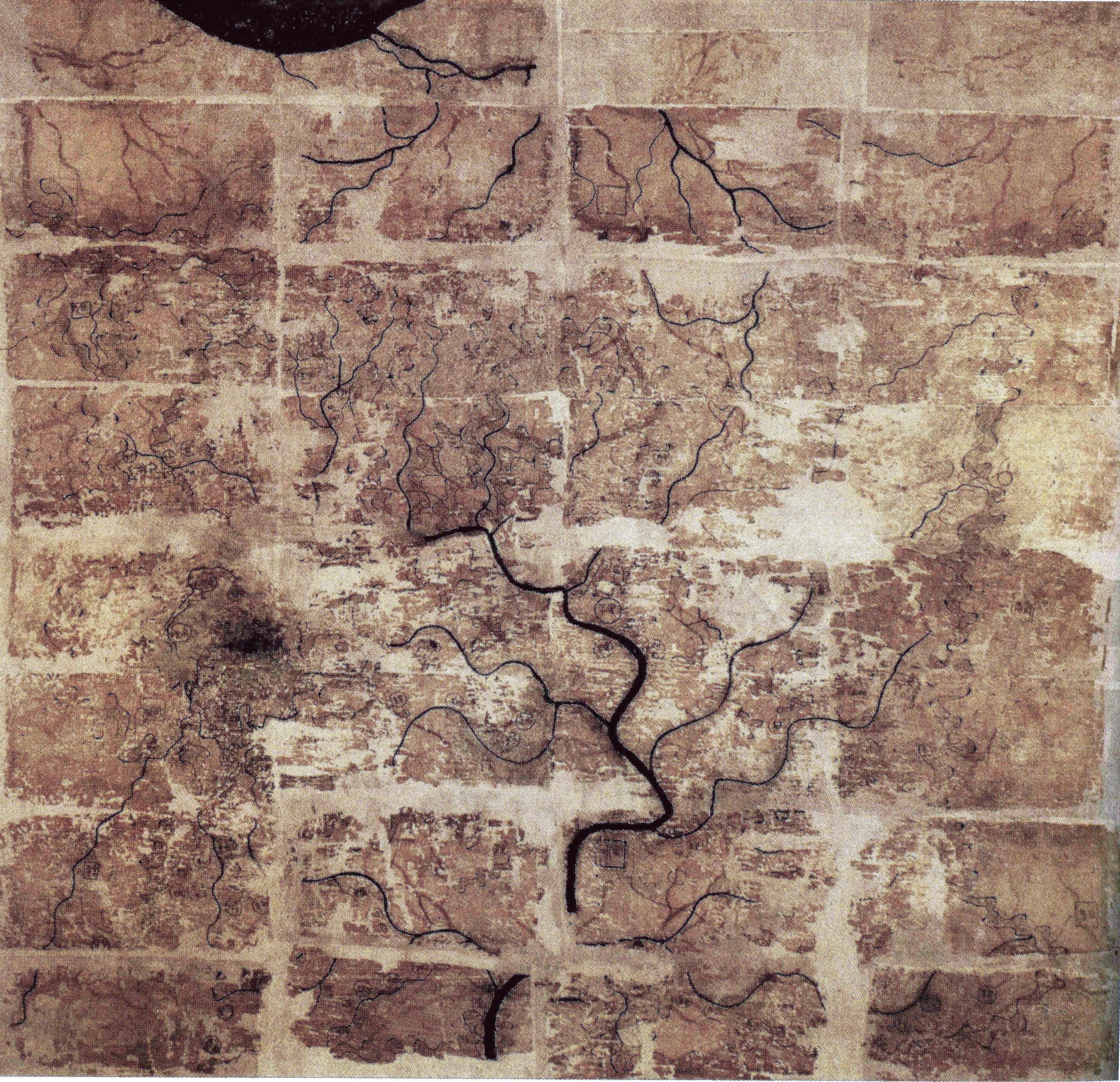
Một bản đồ lụa thời Tây Hán được tìm thấy trong mộ số 3 khu lăng mộ Mã Vương Đôi, mô tả Vương quốc Trường Sa và Vương quốc Nam Việt ở miền nam Trung Quốc (lưu ý: hướng nam nằm ở trên cùng).

Ba luận thuyết toán học lớn thời nhà Hán đến nay vẫn còn tồn tại. Chúng bao gồm Toán số thư, Chu Bễ toán kinh và Cửu chương toán thuật. Những thành tựu toán học đáng chú ý thời Hán có thể kể đến việc giải các bài toán tam giác vuông, căn bậc hai, căn bậc ba và phương pháp ma trận, tính gần đúng số pi, chứng minh định lý Pythagoras, áp dụng hệ thập phân, giải hệ phương trình tuyến tính bằng phép khử Gauss, và dùng liên phân số để tìm nghiệm nguyên của phương trình.
Các nhà toán học Trung Quốc thời Hán là những người đầu tiên sử dụng số âm. Số âm được biểu thị lần đầu trong Cửu chương toán thuật dưới dạng que tính màu đen, trong khi số dương được biểu thị bằng que tính màu đỏ. Số âm cũng được nhà toán học Hy Lạp Diofantos sử dụng vào khoảng năm 275, và xuất hiện trong Bản thảo Bakhshali thế kỷ thứ 7 ở Càn-đà-la, Nam Á, nhưng mãi đến thế kỷ 16 mới được chấp nhận rộng rãi ở châu Âu.
Người Trung Quốc thời Hán áp dụng toán học trong nhiều lĩnh vực khác nhau. Khi tạo ra một âm giai 60 âm, Kinh Phòng đã nhận ra rằng 53 quãng năm hoàn hảo gần bằng 31 quãng tám, tính toán được độ lệch là {\displaystyle {\begin{matrix}{\frac {177147}{176776}}\end{matrix}}}(~ 1,002).

### Thiên văn học
Toán học vô cùng cần thiết trong việc xây dựng nông lịch, một loại lịch âm dương lấy Mặt Trời và Mặt Trăng làm mốc thời gian trong suốt cả năm. Vào khoảng thế kỷ thứ 5 TCN, thời Xuân Thu, người Trung Quốc đã xây dựng lịch Tứ phân với giá trị một năm chí tuyến là 365,25 ngày. Năm 104 TCN, lịch Thái Sơ thay thế lịch Tứ phân, với giá trị một năm chí tuyến là {\displaystyle 365{\begin{matrix}{\frac {385}{1539}}\end{matrix}}}(~ 365,25016) ngày và giá trị một tháng âm lịch là {\displaystyle 29{\begin{matrix}{\frac {43}{81}}\end{matrix}}}(~ 29,53) ngày. Tuy nhiên, Hán Chương Đế về sau đã khôi phục lại lịch Tứ phân.
Các nhà thiên văn học thời Hán đã lập danh mục sao và ghi chép chi tiết tất cả sao chổi từng xuất hiện, bao gồm một Sao chổi Halley vào năm 12 TCN.
Các nhà thiên văn học thời Hán tin vào thuyết địa tâm, đưa ra giả thuyết rằng vũ trụ có hình dạng giống một quả cầu bao quanh hạt nhân Trái Đất và Mặt Trời, Mặt Trăng đều có dạng hình cầu chứ không phải hình đĩa. Họ cũng cho rằng Mặt Trời là nguồn sáng của Mặt Trăng cùng nhiều hành tinh khác, nguyệt thực xảy ra khi Trái Đất cản ánh sáng Mặt Trời chiếu xuống Mặt Trăng và nhật thực xảy ra khi Mặt Trăng cản ánh sáng Mặt Trời chiếu xuống Trái Đất. Mặc dù không được công nhận, Vương Sung đã mô tả chính xác chu trình bay hơi rồi ngưng tụ thành mây của nước.

### Bản đồ, tàu thuyền và phương tiện

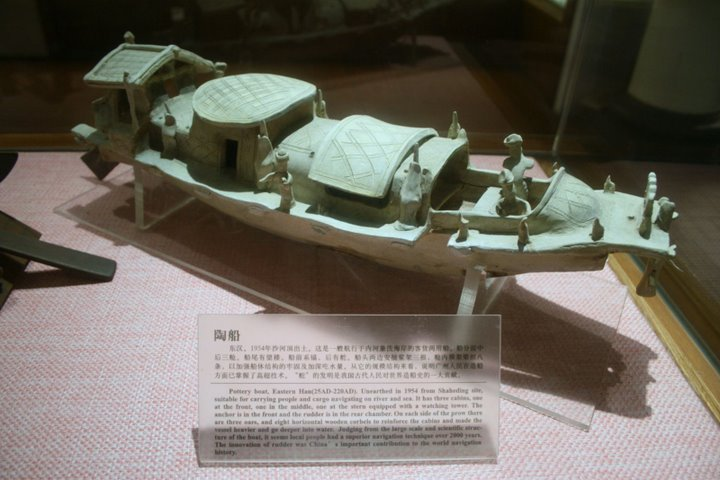
Một mô hình tàu bằng gốm thời Đông Hán với bánh lái ở đuôi và neo ở mũi tàu

Bằng chứng văn học và khảo cổ cho thấy bản đồ đã có ở Trung Quốc từ trước thời nhà Hán. Những tấm bản đồ thời Hán đầu tiên được tìm thấy là ở một khu mộ thế kỷ thứ 2 TCN tại Mã Vương Đôi. Khoảng thế kỷ thứ nhất, Mã Viện đã tạo ra bản đồ địa hình đầu tiên trên thế giới từ hạt gạo. Thậm chí, bản đồ địa hình có thể tồn tại từ trước nữa nếu lăng mộ Tần Thủy Hoàng được khai quật và những gì viết trong Sử ký được chứng minh.
Mặc dù trước khi Bùi Tú xuất bản công trình bản đồ của mình, tỷ lệ chia độ và lưới tọa độ bản đồ không được mô tả kỹ lưỡng, có bằng chứng cho thấy từ đầu thế kỷ thứ 2, Trương Hành đã là người đầu tiên dùng tỷ lệ chia độ và lưới tọa độ bản đồ.
Người Trung Quốc thời Hán di chuyển đường thủy trên nhiều loại tàu thuyền khác nhau có từ thời trước, chẳng hạn như lâu thuyền. Thiết kế thuyền mành được phát triển và ứng dụng vào thời nhà Hán. Thuyền mành có phần mũi và đuôi hình vuông, đáy phẳng hoặc vát, phần sườn có vách ngăn kín nước như trong các thiết kế tàu phương Tây. Ngoài ra, tàu thuyền thời Hán còn được trang bị bánh lái ở đuôi, cho phép chúng di chuyển trên biển.
Dù người Trung Quốc đã sử dụng xe ngựa và xe bò từ lâu, mãi tới thế kỷ thứ nhất TCN, xe cút kít mới lần đầu tiên xuất hiện. Tác phẩm nghệ thuật thời Hán khắc họa xe ngựa cho thấy những chiếc ách gỗ nặng nề đặt trước cổ ngựa thời Chiến quốc đã được thay thế bằng bộ dây cương mềm mại. Tới thời Bắc Ngụy (386 – 534), người ta phát minh thêm vòng cổ cho ngựa.

### Y học
Thầy thuốc thời Hán tin rằng cơ thể mỗi con người đều chịu sự tác động của âm dương và ngũ hành, hai chu kỳ tự nhiên chi phối vũ trụ. Mỗi phần phủ tạng đều liên kết với một hành cụ thể. Bệnh tật được xem là dấu hiệu cho thấy khí không thể đến được một phủ tạng nào đó. Vì vậy, thầy thuốc sẽ kê đơn cho người bệnh những thứ thuốc điều hòa, cân bằng lại khí.
Ví dụ, vì hành thổ được cho là tương sinh với hành hỏa, nên những loại thuốc thảo mộc có thể dùng để chữa lành phủ tạng gắn với hành hỏa. Bên cạnh ăn kiêng, thầy thuốc thời Hán còn đốt ngải, châm cứu và tập calisthenics để duy trì sức khỏe. Hoa Đà thường cho bệnh nhân dùng thuốc tê trước khi phẫu thuật, và kê cho họ thuốc mỡ giúp làm lành vết thương sau khi phẫu thuật. Trương Trọng Cảnh là tác giả của chuyên luận y học Thương hàn luận. Người ta cũng cho rằng ông và Hoa Đà đã hợp tác cùng nhau biên soạn Thần Nông bản thảo kinh.